# ミラージュF1 (戦闘機)
ミラージュF1
フランス空軍のミラージュF1C（1979年）
- 用途：戦闘
- 分類：戦闘機・戦闘爆撃機
- 製造者：ダッソー
- 運用者

  -  フランス（フランス空軍）
  -  スペイン（スペイン空軍）
  -  南アフリカ共和国（南アフリカ空軍）
  -  イラク（イラク空軍）他
- 初飛行：1966年12月23日[1]
- 生産数：740機[2]
- 運用開始：1973年
- 運用状況：一部の国で現役

ミラージュF1（Mirage F1）は、フランスのダッソー社が開発・製造した戦闘機である。ミラージュはフランス語で“幻影”や“蜃気楼”を意味する。
1970年代を代表する戦闘機の一つであり、多くの国で使用された。ダッソー社が世に送り出した戦闘機ミラージュ・シリーズにおいて唯一、通常の水平尾翼を備えている。

## 概要
1963年、フランス空軍は次期主力戦闘機について「全天候で高高度超音速飛行と低高度低速飛行が安定して可能で、これら両方の飛行性能が要求される作戦がどちらも充分に可能な機体」「時速140ノット（260 km/時）未満の着陸速度で、短距離滑走路または完全に整地・舗装されていない場所から運用できる」との要求仕様を策定した
。
これに対して、ダッソー社では可変翼機のミラージュGや垂直離着陸機のミラージュIII Vなど新機軸を採用した機体を開発していたが、価格面や各種新機軸に対する信頼性等からセールス面での不利や実用に手間取ることも予想されたため、並行して自社資金でより保守的な設計思想の機体も開発を進めていた。
このような事情から、堅実かつ安価な機体として開発されたのがミラージュF1である。構想通り堅実な仕上がりとなったが、純粋な技術面では1950年代の超音速戦闘機と比してさほどの進歩はなく、全体としては旧態依然としたものにとどまっていた。しかし同時期に並行開発されていた“新機軸戦闘機”の数々は、その高額な機体価格からフランス空軍をはじめとする顧客の要求との折り合いがつかず、また技術的には開発途上であり信頼性に難があったためにほとんどが頓挫し、結局のところは保守的な設計の本機が採用された。
ダッソー社では“ミラージュIII F(MirageIII F)”の名称で1963年11月21日に開発契約を締結、試作初号機は“シュペル・ミラージュ(Super Mirage)”の名称で1966年12月23日に初飛行し、1967年5月に飛行試験中に墜落して失われている。1973年よりミラージュF1Cとしてフランス空軍への配備が開始され、12月には最初の飛行隊が編成された。こうして、“保険”的な存在であったはずの本機は、やや不本意な形ながら1970年代から80年代にかけてフランス空軍の主力となる。
これまでのダッソー社製戦闘機と同様に海外セールスにも力が入れられた。本機の開発と同時期にNATO諸国においてF-104戦闘機の更新が求められており、これに対する後継機として大規模な輸出を狙ったものの、同じ単発の小型機であるアメリカのF-16と競合することになった。登場時期では数年の差に過ぎなかったものの、堅実だが1960年代のものとしても守旧的な設計の本機と、ブレンデッドウィングボディやフライ・バイ・ワイヤ・CCV設計など当時最新の技術を採用・実用化したF-16との差は大きく、選定でことごとく敗れ去った。一方で、開発時に重視されていた「リーズナブルな価格」「シンプルかつオーソドックスな機体構造」といった面から南欧や中東・アフリカ諸国への輸出は比較的好調であり、F-16には遠く及ばないものの合計で約500機が輸出された。
なお、本機は前作ミラージュIIIが不可能であった「航空母艦での運用」（後述「#構成・装備」の節参照）も念頭に置かれて開発されていたが、フランス海軍は航空母艦搭載の艦上戦闘・攻撃機は、1960年代よりアメリカから導入したF-8、および1970年代の末から実戦配備したシュペルエタンダールの2機種で特に問題はないと結論したことから、艦上機型の本格的な開発は行われないままに終わった。
後にダッソー社は、本機において採用されなかった新機軸を積極的に取り入れた新型機としてミラージュ2000を開発した。ミラージュ2000は無尾翼のデルタ翼形式を再び採用し、新技術によって設計のリファインがなされたほか、新型のM53エンジン（A/B推力8,500kg）を搭載してパワーを強化した。続いて、カナード翼を付加したデルタ翼機であるラファールを開発している。そのため、ダッソー社のマッハ2級の超音速実用量産機において通常の水平尾翼形式を採用した機体としては、2024年現在にいたるまで本機が唯一の存在となり、シリーズの異端児と評されている。
ミラージュF1は開発国フランスでは2014年6月13日に運用を終了し、7月14日のパリ祭で行われた軍事パレードで最後の飛行を行ったが、海外の各国軍または民間軍事会社などではまだ現役で運用されている。

## 構成・装備

### 主翼・尾翼
ダッソー社が多用する無尾翼デルタ翼形式ではなく、後退翼と水平尾翼を組み合わせた一般的な形式となっている。

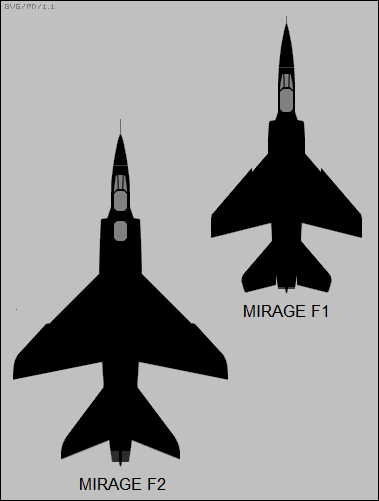
ミラージュF1と原型であるF2の平面形の比較
機体のサイズ以外はほぼ同一であることがわかる

一般的な翼形式を採用した理由は、無尾翼デルタ翼の短所である「失速速度が高いため低高度・低速度の安定した飛行に不向き」という点を克服し、STOL性能を向上させるためである。前作ミラージュIIIは無尾翼形式により低速飛行性能とSTOL性に劣り、フランス海軍の艦上戦闘機として採用できないという問題を生じた。また、整備されていない飛行場での運用に向かないことや、低空・低速での俊敏な飛行が苦手なことから、対地支援的な任務に不向きという難点があった。加えて無尾翼デルタ形式は水平飛行時には急加速からの高速巡航に優れるが、大仰角を取った急上昇や急加速に向かない（翼平面積が広いため大迎角を取ると抵抗が大きくなる）という構造上の難点があるため、これを解消するためでもあった。
本機の基本設計は、ダッソー社において並行して開発されていた機体のうち、有尾翼式の高翼配置後縁後退角付きデルタ翼機としたミラージュIII F2(仏語版)、および-F2を単座型の設計に改めたミラージュIII F3と同様である。-F2は前述の無尾翼デルタ形式の難点を解消した機体形状に大推力エンジンを搭載し、縦列複座の乗員配置とした「低空高速侵入戦闘爆撃機」として開発されたものであり、-F3は-F2の設計を踏まえつつ短距離離陸性能と上昇力の高い「即応高速迎撃機」として開発されたものだが、本機はそれらの設計を踏まえて、いわば“翼設計を改めたミラージュIII”として、迎撃から制空戦闘、対地支援まで幅広い任務をこなせる機体（いわゆる「マルチロール機」）として、また低空飛行性能の向上によりそれらの任務により適した機体として設計されている。
ミラージュF1は主翼が胴体上部に配置された高翼機であることも特徴の一つである。主翼には外側へ行くほど下方向へ垂れ下がる下反角がつけられ、主翼前縁の内側3分の1のあたりにはドッグトゥースが配置されている。
操縦翼面は、一次操縦翼面として主翼後縁の端部分に補助翼を設置するほか、全遊動式の水平尾翼（昇降舵）と、垂直尾翼後縁に方向舵を装備する、ごく一般的な構成である。二次操縦翼面としては、主翼上面にスポイラー、主翼前縁と後縁にフラップを装備している。スポイラーはローリング操縦時には左右独立して作動し、補助翼を支援するスポイレロン (Spoileron) となっている。
フラップについては、要求仕様の「高高度超音速飛行と低高度低速飛行が安定して可能な機体」に応じて、かなり充実されている。後縁フラップは補助翼より内側が左右2分割された二重隙間式フラップとなっているほか、主翼前縁のほぼ全幅にも前縁フラップが装備されている。これらの前縁フラップは、ドッグトゥースを境にして内側は単純に前縁が下方に折れ曲がるドループ前縁であるが、外側は前縁スラットとすることで迎角限界を向上させている。これに伴い、高迎角でのヨー方向の安定性を維持するために、後部胴体下面に2枚のベントラルフィンを装備している。

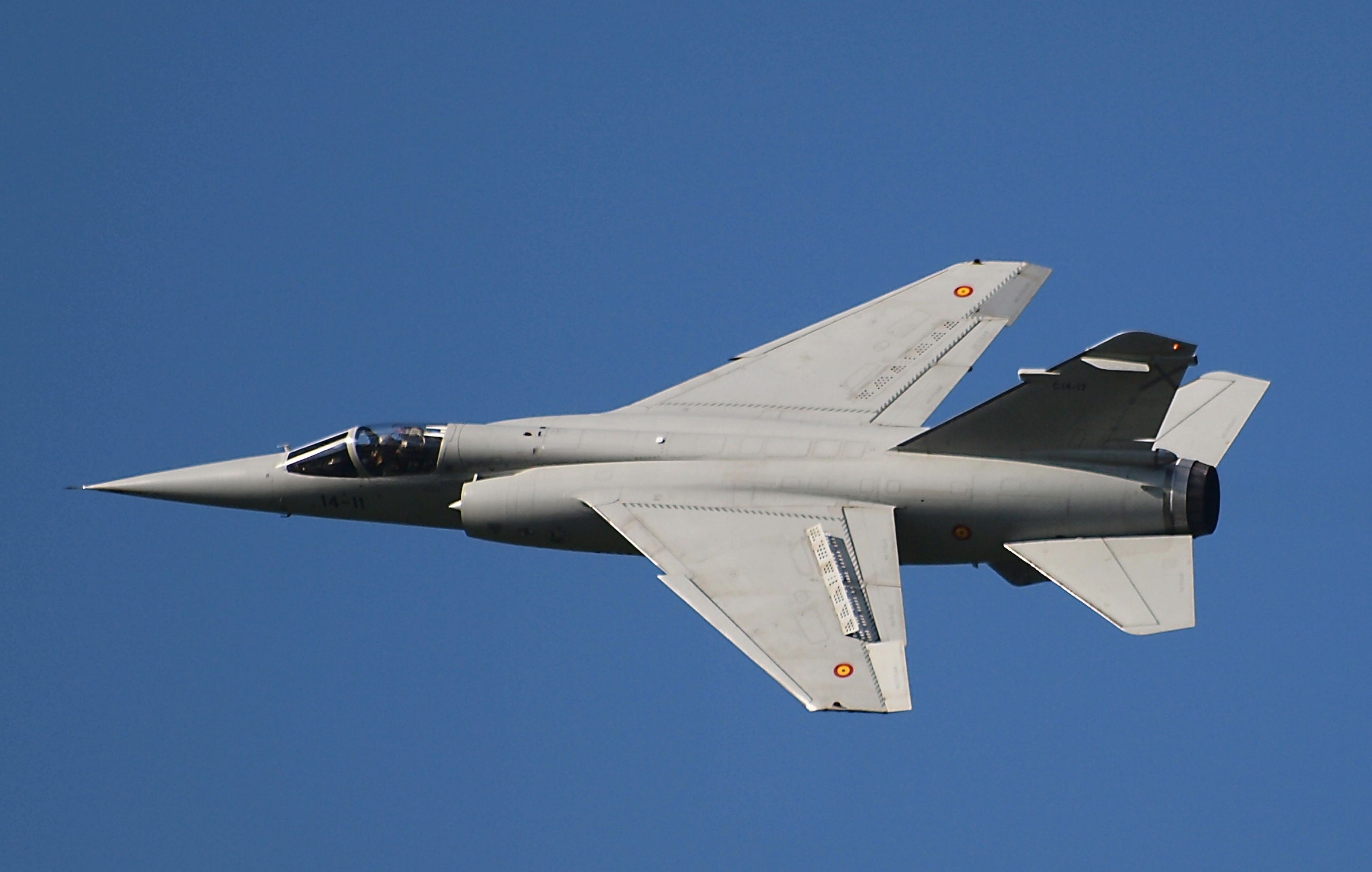
左にロールしている、スペイン空軍のミラージュF1M。 右主翼端の補助翼が下がっていることと、左主翼端の補助翼が上がると共に左主翼上面のスポイラー（フラップの前に設置）が作動していることに注目。
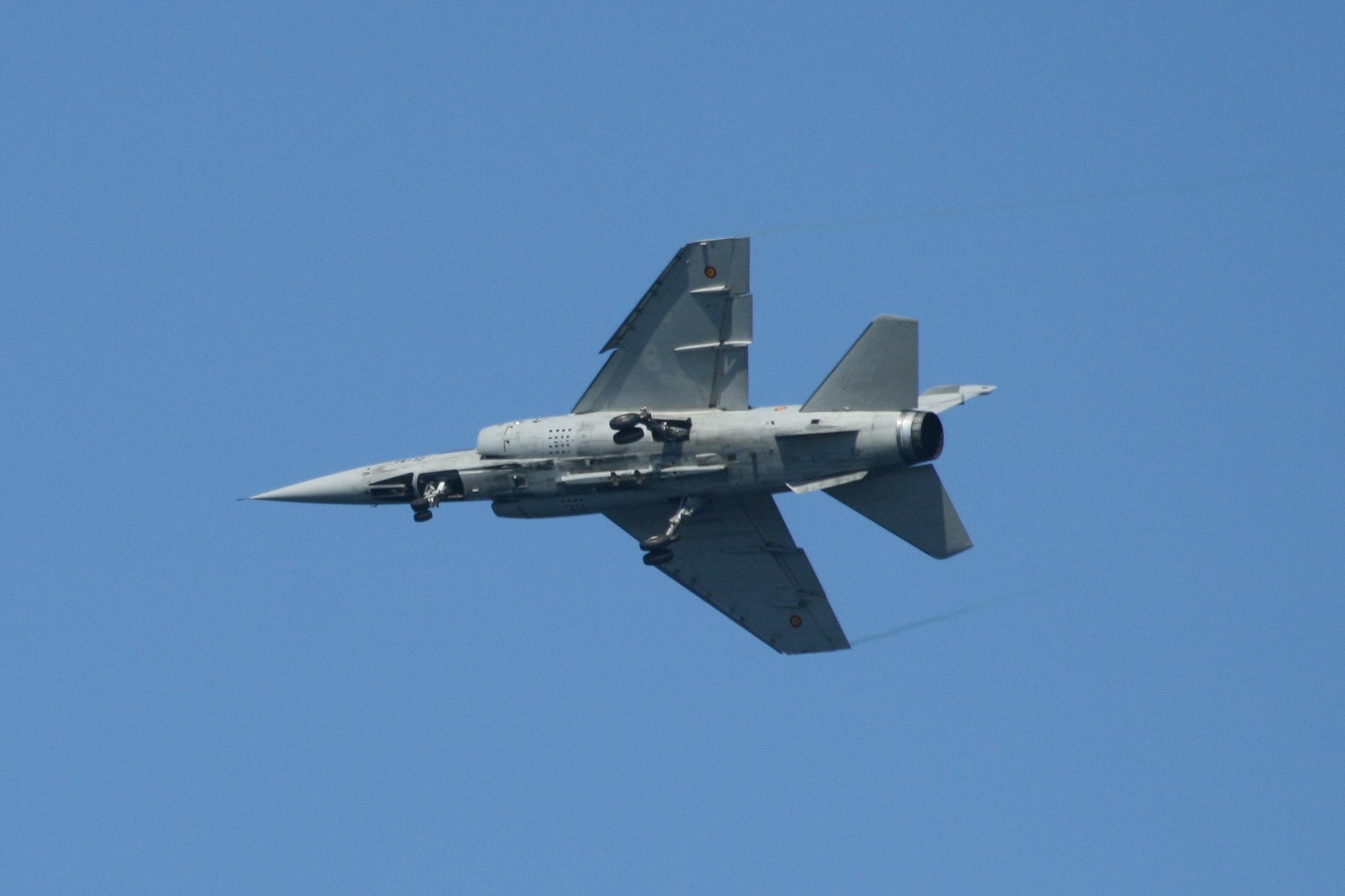
腹部を見せるスペイン空軍のミラージュF1M（偽のキャノピーが描かれている）。ドッグトゥースを境に、内側と外側の前縁フラップの形状が違うことがよくわかる。
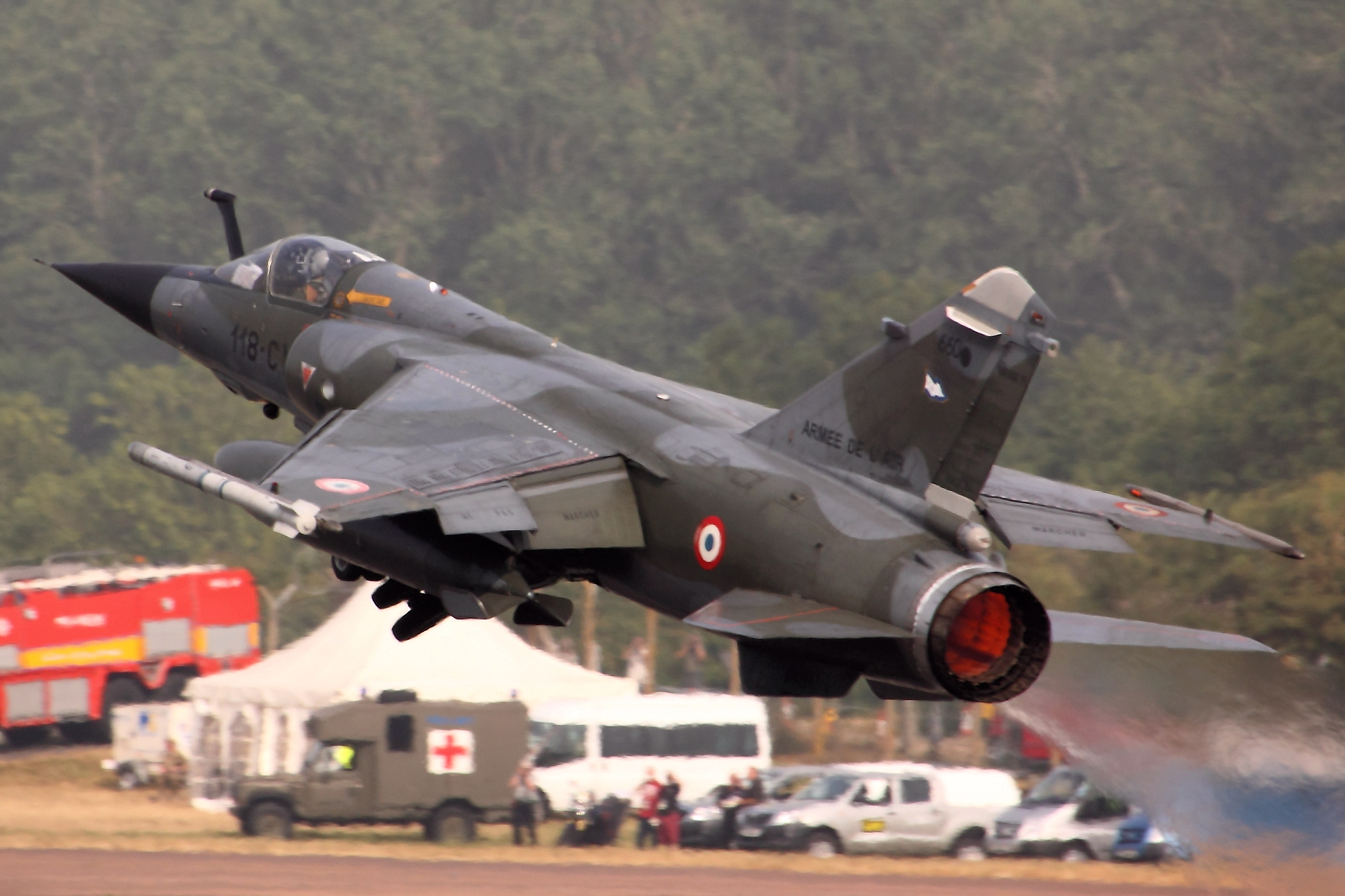
離陸するフランス空軍のミラージュF1CR。主翼後縁のフラップと、前縁外側のスラットに注目。

### 胴体

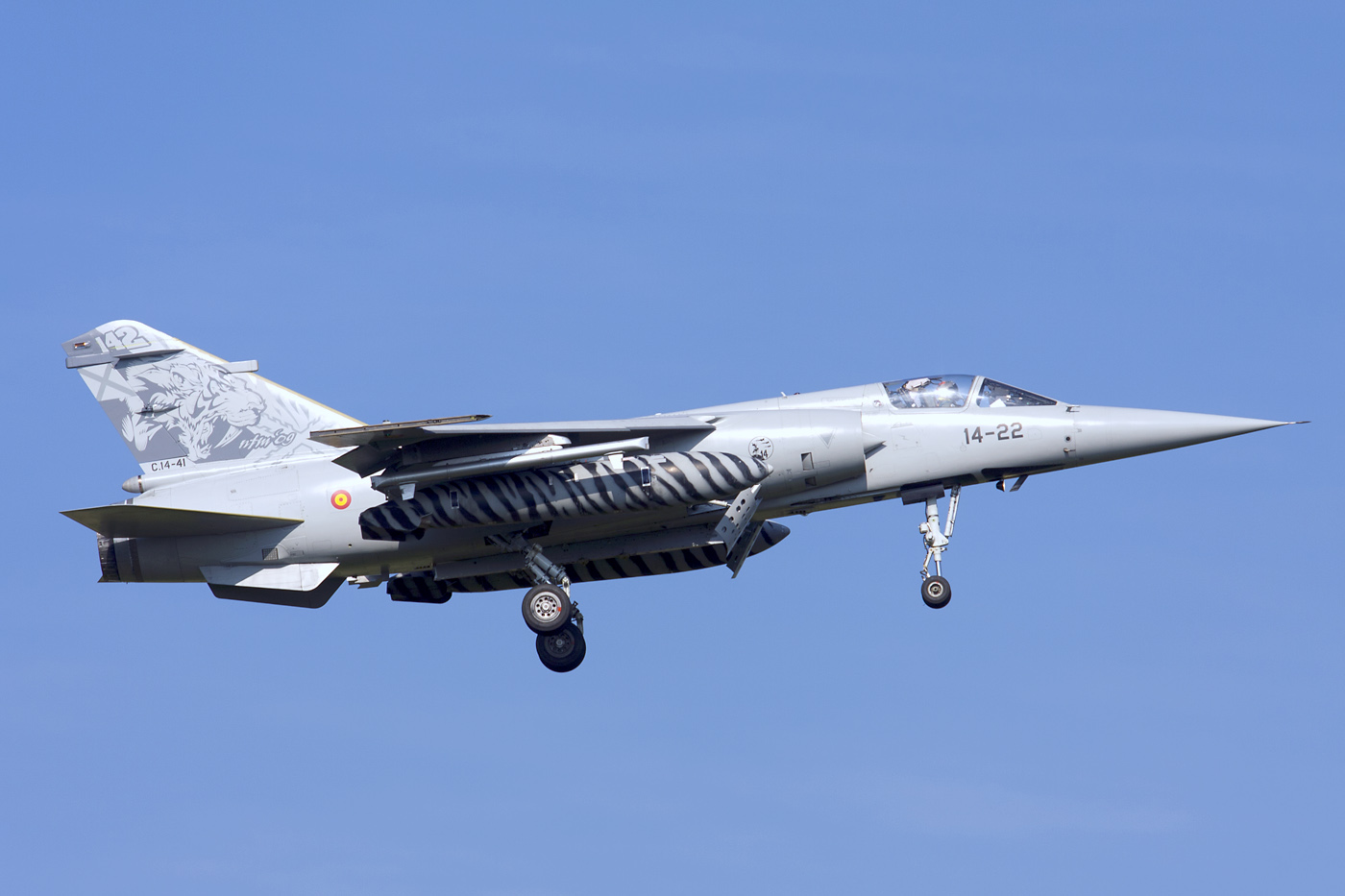
スペイン空軍のミラージュF1M（14-22/C.14-41）。インテークの直後の下面から、エアブレーキが突き出ている。

胴体は、基本的にはミラージュIII/5と同じ形状である。エアブレーキはミラージュIII/5や後のミラージュ2000が左右主翼の上下面に対称に装備していたのに対し、胴体左右のインテークと主脚収納口の間に1枚ずつ配置されている。
「短距離滑走路または完全に整地・舗装されていない場所から運用できる」に対処するため、車輪は前脚・主脚共にダブルタイヤを採用し、降着脚自体も頑丈な設計になっている。前脚は長く伸ばして滑走状態で高迎角状態とすることが可能で、これらの特徴は開発元のフランス本国のみならず、高度に整備された飛行場を持たないことが多い国へのセールスにも貢献した。
前脚はミラージュIII/5と同様の後方振り上げ式であるが、格納扉の方式はミラージュIII/5とは微妙に変わっている。対して主脚は、胴体下側面からハの字型に出た主脚が前方に引き込む際に、主輪が主脚柱に平行になりながら、主輪の外面が格納庫の内壁を向くように捻りこんで側面に収納される方式になっている。

### エンジン・燃料系統
エンジンは、スネクマ製のアター9K50 アフターバーナー付き軸流式ターボジェットエンジンを1基搭載する。アター9K50はミラージュIII/5に搭載されたアター9Cの改良型で、ミリタリー推力11,240 lbf、アフターバーナー使用時の最大推力は15,737 lbfである。
南アフリカのアエロシュドが開発した近代化改修パッケージのスーパーミラージュF1では、ロシアのクリーモフ設計局が設計したアフターバーナー付きターボファンエンジンSMR-95に換装された。SMR-95ではアフターバーナー使用時の最大出力は8,300 kgf（＝18,298.18 lbf）に増強されている
燃料タンクについては、胴体と主翼の機内タンクに4,300リットルの容量を確保しているほか、主翼下内側ハードポイントに1,200リットル増槽、胴体下に2,200リットル増槽を搭載できる。また機首上部右寄りに空中受油プローブを装着することも可能である。

### 電子装備

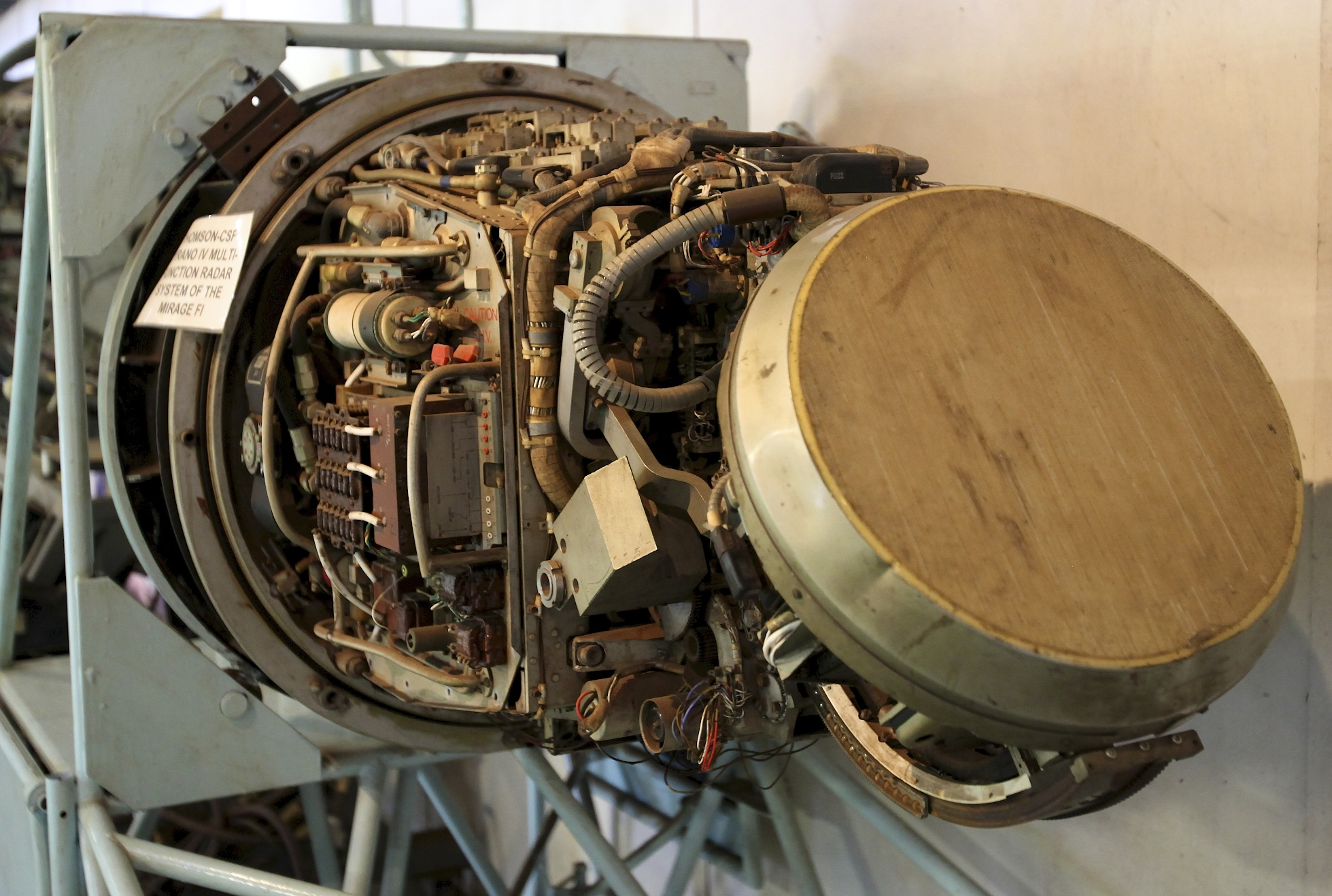
シラノIVレーダー

レーダーは、フランスのトムソン-CSFが開発したシラノIVパルス・レーダーを搭載する。

### 兵装

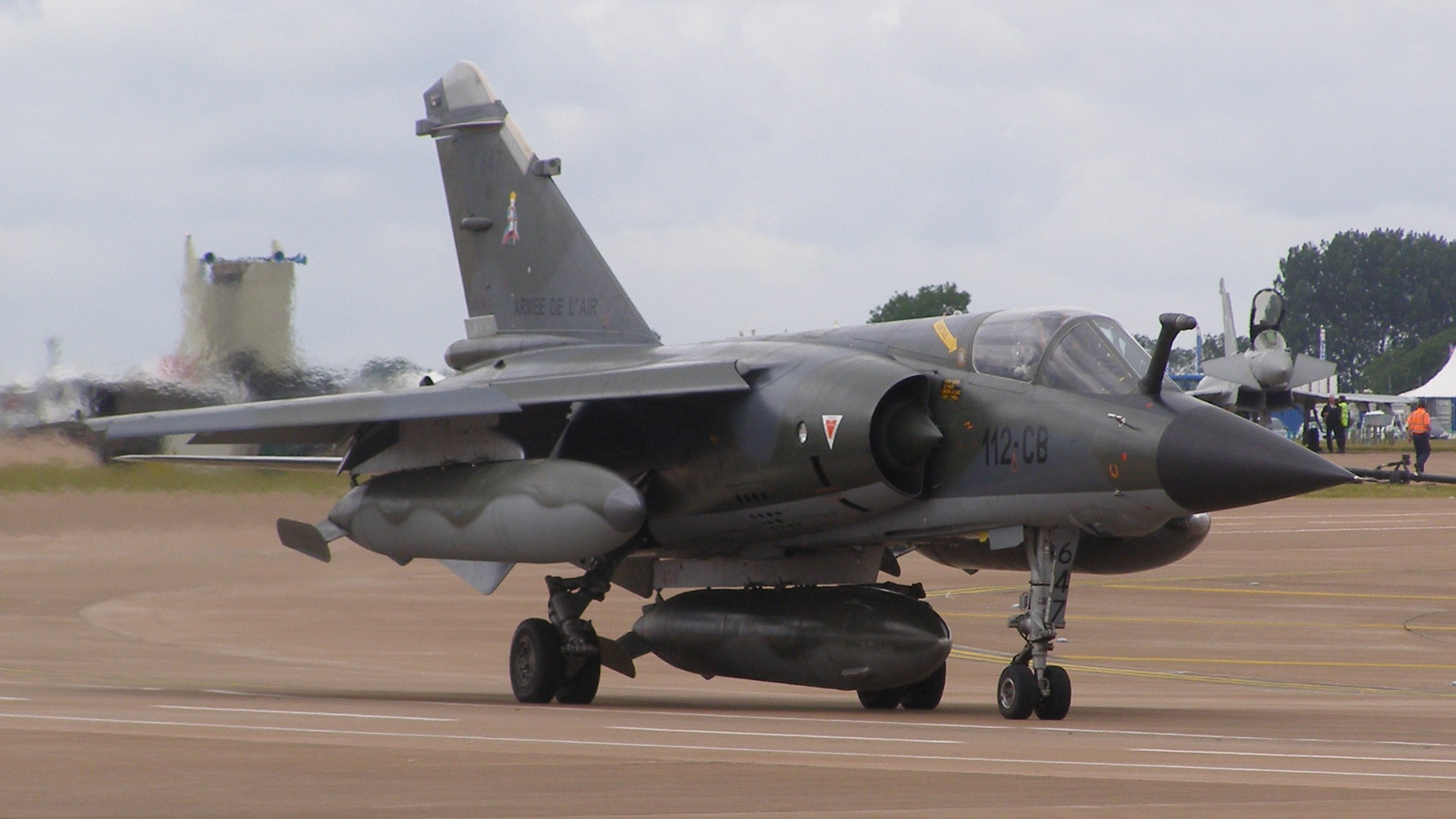
胴体下と主翼下に増槽を搭載したミラージュF1CR。
胴体下と主翼下それぞれの増槽の下部と地上との距離に注目。

固定兵装として、胴体下面にDEFA 553 30mmリヴォルヴァーカノン式航空機関砲を2門装備しており、それぞれ135発ずつ（合計270発）の30mm機関砲弾を搭載できる。外部兵装は最大6,300kgまでを、7か所（胴体中心線下、左右主翼下に2箇所ずつ、左右主翼端に1つずつ）のハードポイントに搭載できる。それぞれのハードポイントは、胴体中心線下が2,100kg、主翼下内側が1,300kg、主翼下外側が550kgとされており、主翼端にはR.550 マジックまたはAIM-9サイドワインダーの発射レールが装着されている。
対空兵装ではR.550もしくはAIM-9と、シュペル530Fをそれぞれ2発ずつ搭載する。対地攻撃兵装については、最大14発の250kg爆弾か、最大144発のトムソン-ブラント製ロケット弾を搭載できる。この他にも空対艦ミサイルまたは空対地ミサイル、各種の偵察ポッドも搭載できる。
ミラージュF1は高翼機であるため、主翼下により大型の兵装を搭載することが可能となった。さらに後述のフランス空軍向け戦術偵察機型ミラージュF1CRにおいても、「主翼下の増槽が、胴体下の偵察ポッドの側方視界を妨げない」という利点を恵んだ。
本来の予定では本機の開発に併せて開発された新型の空対空ミサイルであるシュペル530 セミアクティブ・レーダー・ホーミング視界外射程ミサイルとR.550（マトラ・マジック） 赤外線ホーミング短距離空対空ミサイルを搭載する予定であったが、両ミサイルの開発が遅延したため、配備開始直後は空対空ミサイルを旧型のR.530のみ、しかも機体下面に1発しか搭載できず、更にはフランス空軍が「とりあえず旧式のシステムで運用し、新型の開発完了後に更新する」ことによる二重の予算負担と改修作業による戦力空白を嫌ったためにR.530の装備も積極的には行われず、最初に本機を受領した迎撃機部隊では1976年まで武装は機銃のみであった。結果的には1977年からR.550の、1979年にはシュペル530の装備が始まり、1980年代に入ってようやく本来の搭載武装での運用が開始されている。

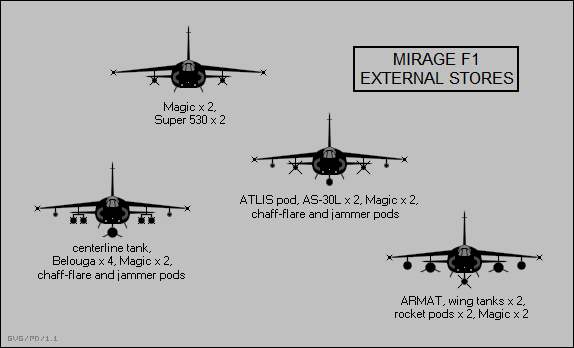
武装の搭載例を示した図
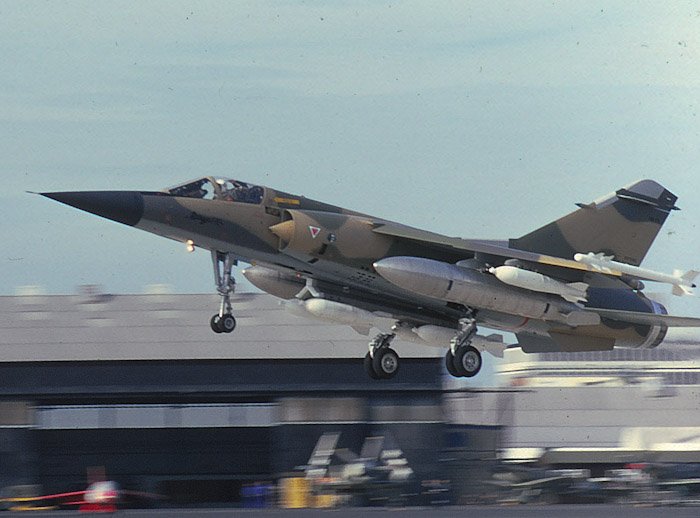
主翼端にR.550マジック、主翼下外側と胴体下に航空爆弾、主翼内側に増槽を装備したミラージュF1。 胴体下には逆Y字型のラックを介して、4発の爆弾を搭載している。
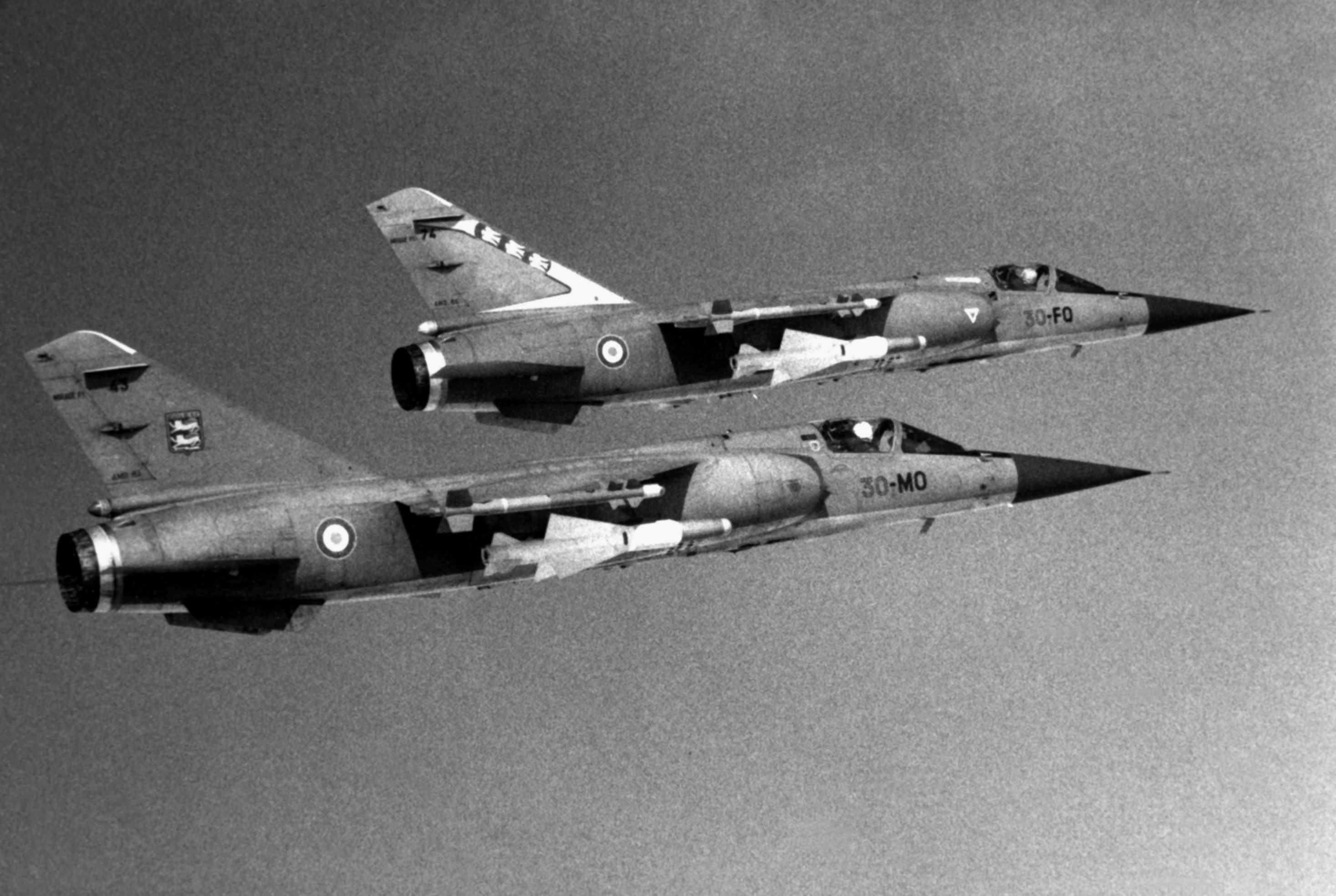
翼端にR.550、翼下にR.530空対空ミサイルを搭載しているF1の2機編隊 1986年5月31日の撮影で、R.530がシュペル530に更新される過程の期間のもの
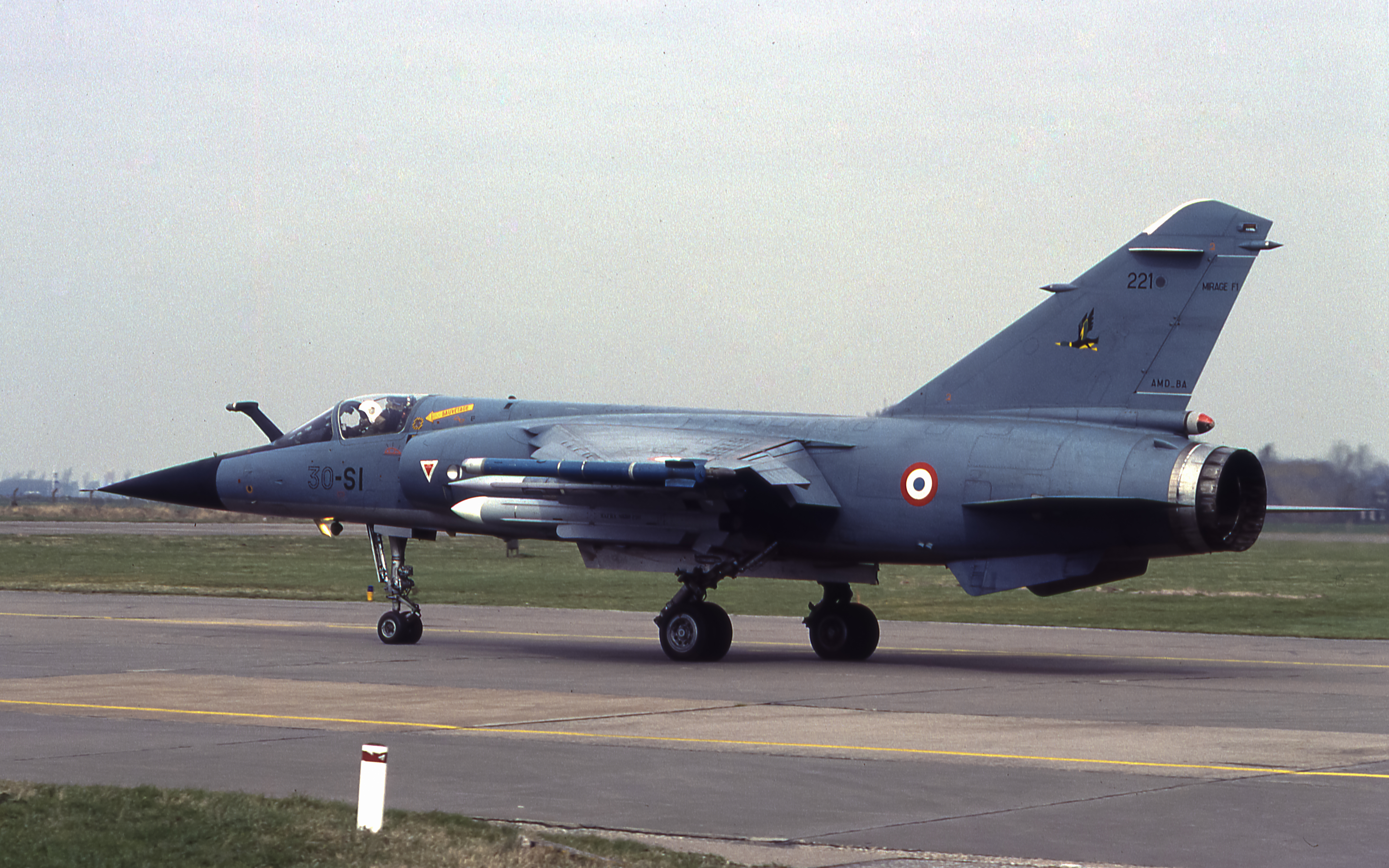
主翼下にシュペル530Fを装備する、フランス空軍のミラージュF1C。 1992年3月に、オランダのレーワルデン空軍基地にて撮影。

## 運用史
ミラージュF1は、保有している国のほとんどで実戦に参加している。
モロッコ空軍機は西サハラでのポリサリオ戦線との戦闘に投入され、少なくとも3機が地対空ミサイルによって失われた。リビア空軍機は1980年代のチャド内戦への介入で、チャドに基地を置いていたフランス空軍機と同機種同士で交戦した。
イラン・イラク戦争ではイラク空軍機が実戦に参加し、イラン空軍機との交戦で数機が撃墜されたが、中射程のシュペル530FミサイルによりF-4と互角の戦闘を行い、数機を撃墜している。

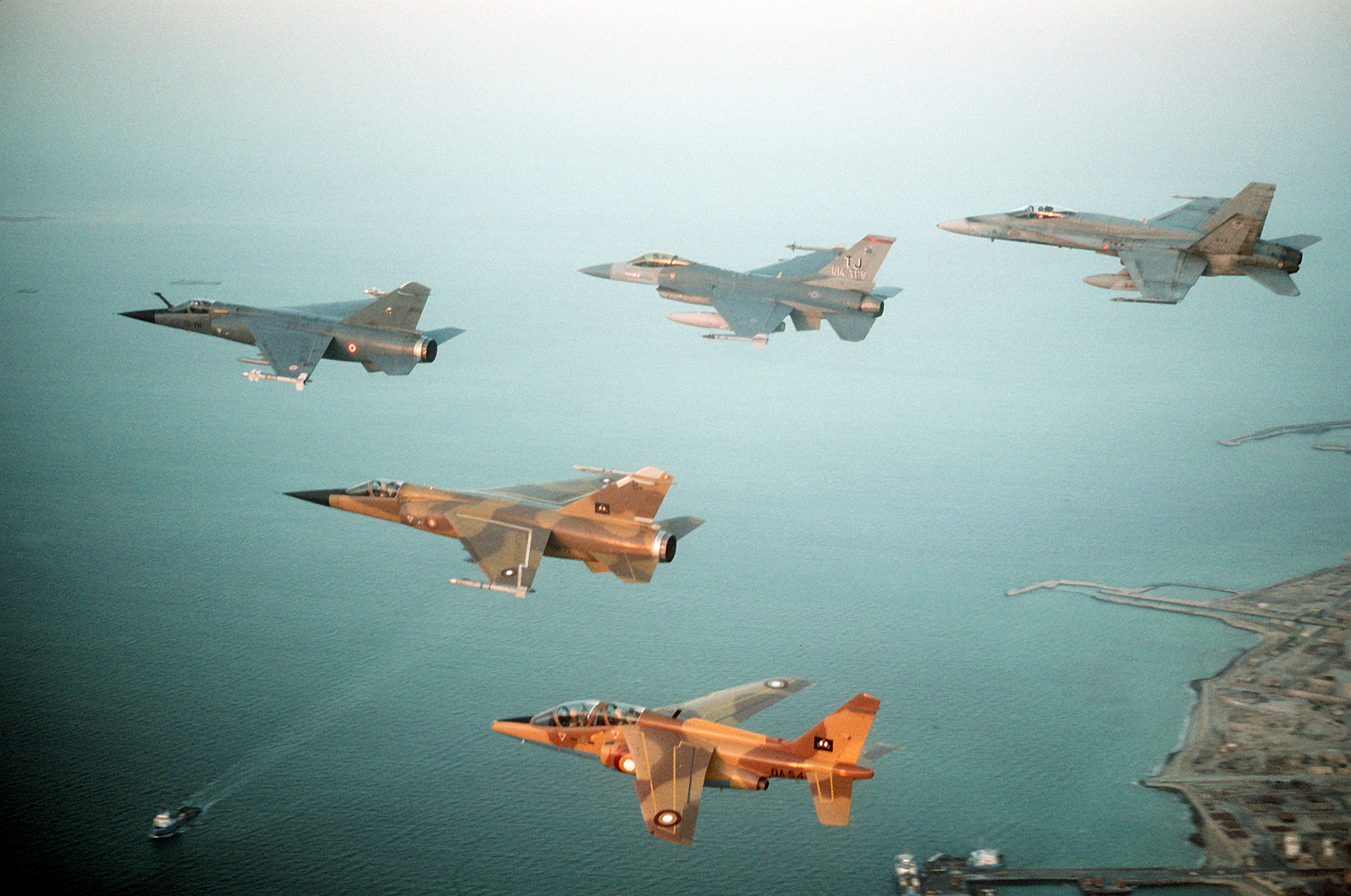
湾岸戦争時の「砂漠の盾作戦」に参加するフランス空軍のミラージュF1C（先頭）とカタール空軍のミラージュF1EDA（2列目手前）。他の機体は奥から順にカナダ空軍のCF-18A、アメリカ空軍のF-16C、カタール空軍のアルファジェット。

1990年のイラクによるクウェート侵攻の際はクウェート空軍機15機がサウジアラビアに逃れ、その際イラク軍のヘリコプター1機を撃墜した。続く湾岸戦争では、イラク空軍機の多くが地上で破壊され、空中でも多国籍軍の機体（主にF-15）に対して、早期警戒管制機の支援を受けての視程外戦闘能力に大差があったこともあり一方的な損害を被った。一部はイランへ逃げ込み、イラン空軍に接収されている。多国籍軍側のミラージュF1（フランス、クウェート、カタール空軍所属機）は、敵味方の識別に失敗して友軍が撃墜してしまう可能性があったため飛行が一時的に中止され、再開されてからは局地的防空や対地攻撃、偵察を行った。
エクアドル空軍機は、1995年のセネパ紛争でペルーのSu-22Aと交戦し少なくとも1機を撃墜している。
2003年のイラク戦争では、イラク空軍機1機がアメリカ空軍のF-15に撃墜されている。
2011年リビア内戦では、リビア空軍機2機が反政府デモ隊への爆撃を拒否しマルタへ亡命した。

### ギリシャ
ギリシャ空軍は、1974年6月に40機のミラージュF1CGを発注した。しかし、実際の到着は翌1975年の8月4日までずれ込んだ。このため、キプロス紛争においてキプロス島に上陸したトルコ軍との戦闘には参加しなかった。
ギリシャ空軍のミラージュF1CGは、アメリカ製のAIM-9サイドワインダーを装備した。
ミラージュF1CGはタナグラ空軍基地の第114戦闘航空団（114 Πτέρυγα Μάχης）に所属する第334飛行隊（334  Μοίρα）と第342飛行隊（342  Μοίρα）に配備された。
このうち第334飛行隊は、1989年7月にクレタ島のイラクリオン基地に駐屯する第126戦闘航空群（126 Σμηναρχία Μάχης）に転属し、2000年7月に解散するまでミラージュF1CGを運用していた。
2003年6月30日に、最後の運用部隊であった第342飛行隊が解散したことに伴い、ギリシャ空軍のミラージュF1CGは全機退役した。

### 南アフリカ
南アフリカ空軍 (South African Air Force) は、1975年から32機の昼間戦闘爆撃機型ミラージュF1AZ と、16機の全天候迎撃戦闘機型ミラージュF1CZを導入した。
南アフリカ空軍では、ミラージュF1AZは第1飛行隊 (1 Squadron SAAF) に、ミラージュF1CZは第3飛行隊 (3 Squadron SAAF) に、それぞれ配備された。

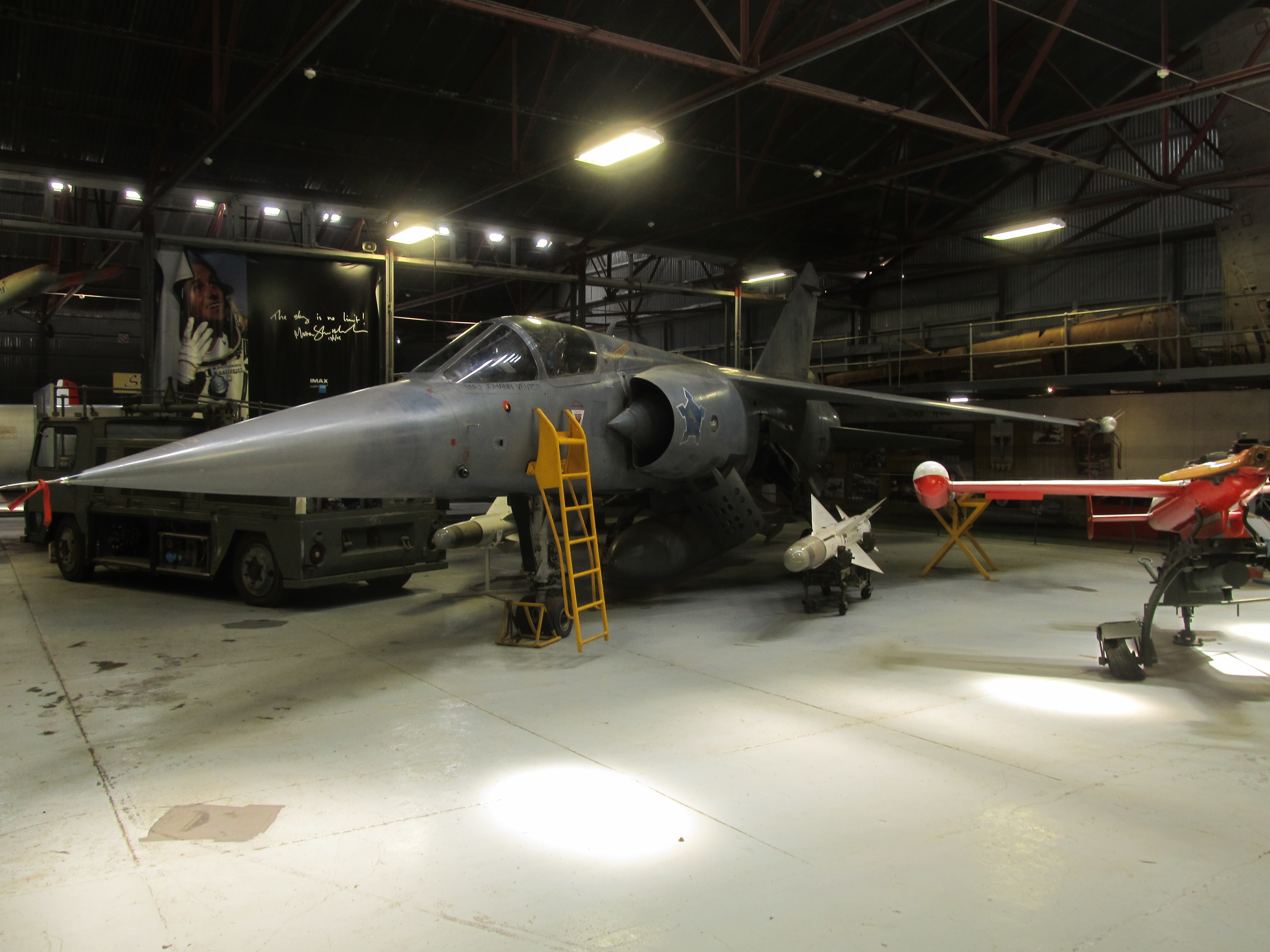
南アフリカの博物館に展示されているミラージュF1CZ。
キャノピー側面下部に、アンゴラ空軍機の撃墜マークが描かれている。

南アフリカ空軍機は、南アフリカ国境戦争においてアンゴラ空軍のMiG-21と交戦し、少なくとも1機を撃墜しているが、南アフリカ側も1機がキューバ空軍のパイロットの操縦するMiG-23により撃墜され（後日、修復）、これとは別個にアンゴラはMiG-23による数機の撃墜を主張している。
当時の南アフリカ空軍では短射程のR550マジック及び国産のククリ空対空ミサイル(ドイツ語版)しか装備しておらず、中射程空対空ミサイルのR530やシュペル530Fは、1977年11月4日付で採択された国連安保理決議418号に基づく武器禁輸制裁により供給を止められていたため、稼働率は低いとはいえ中射程のR-23/R-24を装備したMiG-23に対抗することは困難であった。ただし、ほとんどの場合は損傷したものの帰還しており、損失の多くは離着陸の失敗及び機体トラブルであった。
南アフリカ空軍のミラージュF1CZは1992年9月30日付で第3飛行隊の解散に合わせて退役し、ミラージュF1AZも1997年11月25日付で第1飛行隊の解散に合わせて退役した。

### スペイン

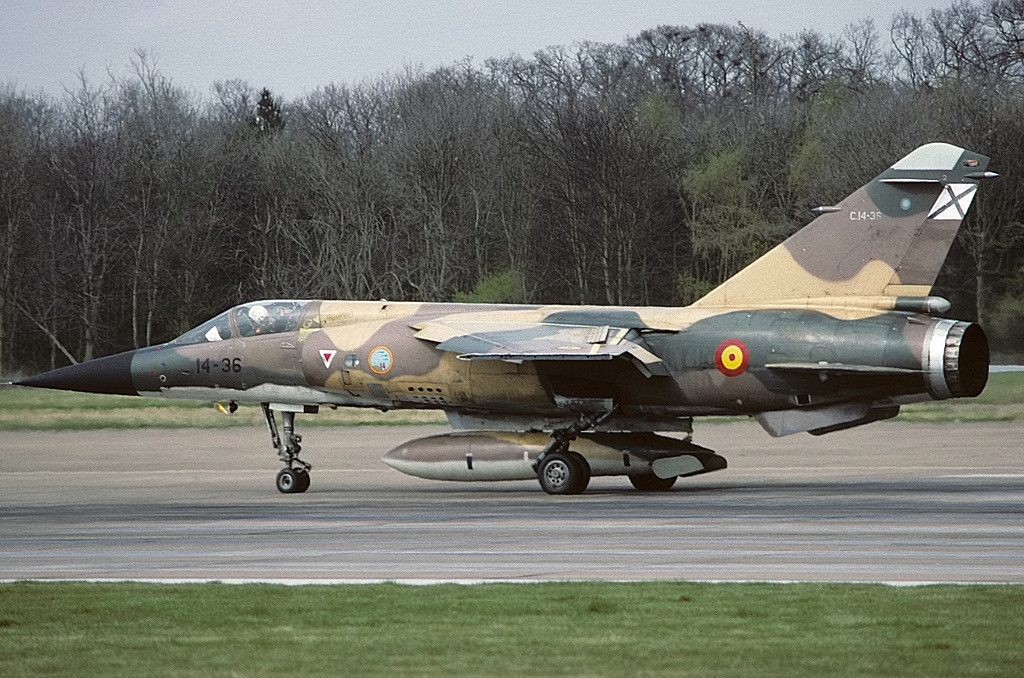
スペイン空軍のミラージュF1CE

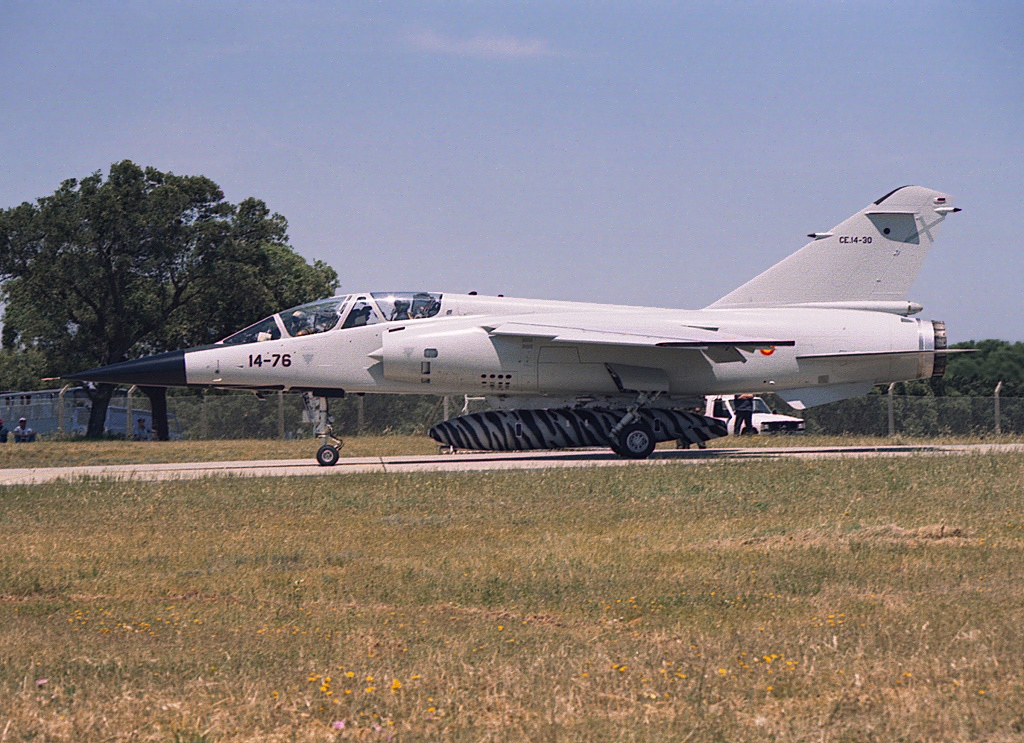
スペイン空軍のミラージュF1BE

1974年6月1日に、スペイン政府はミラージュF1の導入を決定し、スペイン空軍は1975年よりミラージュF1の導入を開始した。スペイン空軍ではミラージュF1は単座型がC.14、複座型がCE.14の識別番号を与えられた。
最終的にはフランスから新造で73機を導入したほか、1994年にはカタール空軍から10機のミラージュF1EDAと2機のミラージュF1DDAを受領し、1995年にはフランス空軍から1機のミラージュF1Bと4機のミラージュF1Cが引き渡された。これにより、スペイン空軍は新造機と中古機含めて91機のミラージュF1を受領しており、これはフランス本国とイラクに次ぐ数である。
運用された機体とシリアル番号の内訳は以下の通り
| モデル名        | 機数 | 引き渡し時期   | スペイン空軍でのシリアル番号 | 備考                 |
| --------------- | ---- | -------------- | ---------------------------- | -------------------- |
| ミラージュF1CE  | 15機 | 1975年～1976年 | C.14A-01～C.14A-15           | フランスからの新造機 |
| ミラージュF1CE  | 10機 | 1978年～1979年 | C.14A-16～C.14A-25           | フランスからの新造機 |
| ミラージュF1BE  | 6機  | 1980年～1981年 | CE.14-26～CE.14-31           | フランスからの新造機 |
| ミラージュF1CE  | 20機 | 1980年～1981年 | C.14A-32～C.14A-51           | フランスからの新造機 |
| ミラージュF1EE  | 22機 | 1982年～1983年 | C.14B-52～C.14B-73           | フランスからの新造機 |
| ミラージュF1EDA | 10機 | 1994年         | C.14C-74～C.14C-84           | 旧カタール空軍機     |
| ミラージュF1DDA | 2機  | 1994年         | CE.14C-85、CE.14C-86         | 旧カタール空軍機     |
| ミラージュF1B   | 1機  | 1995年         | CE.14-87                     | 旧フランス空軍機     |
| ミラージュF1C   | 4機  | 1995年         | C.14-88～C.14-91             | 旧フランス空軍機     |

運用
スペイン空軍では、まず1975年6月18日付でロス・リャノス空軍基地に新規編成された第14航空団 隷下の第141飛行隊に配備された。1980年4月1日には新たに第142飛行隊が編成された。
1982年には、カナリアス諸島のガンド空軍基地に駐屯する第46航空団（Ala 46）隷下に新規編成された第462飛行隊（462 Escuadrón）にもミラージュF1が配備された が、同飛行隊は1999年にEF-18ホーネット（C.15）に機種転換した。
1994年には、マニゼス空軍基地の第11航空団（Ala 11）に一時配備されている。
2012年5月には第142飛行隊がユーロファイター タイフーン（C.16）を受領。これ以降第142飛行隊と第141飛行隊は共にC.16への機種転換を進め、翌2013年12月30日の飛行を最後にスペイン空軍からミラージュF1は退役した。
近代化改修
1996年にスペイン空軍はトムソン-CSFやSABCA、ATE、CASAに近代化改修を発注した。
改修の内容は以下の通り
- デジタル式ミッションコンピュータを搭載。
- デブリーフィング用のビデオカメラを搭載。
- レーダーを、地上目標識別能力を持つシラノIV-Mに改修。
- コクピットを暗視ゴーグル対応可能なものに変更し、新型のHUDやUPFC（HUDの下の画面）、SMD-54S MFDを装備。
- 航法装置をレーザージャイロ式INSとGPS複合型に換装。
- 電波高度計を装備。
- 新型のIFF/SIFのNRAI-7C Mode 4 Cryptoを装備。
- ハブクイック（Have Quick II）仕様のUHF通信機を装備。
- AN/ALE-40 チャフ/フレア・ディスペンサーとAN/ALR-300V2R レーダー警報受信機を搭載。

### モロッコ

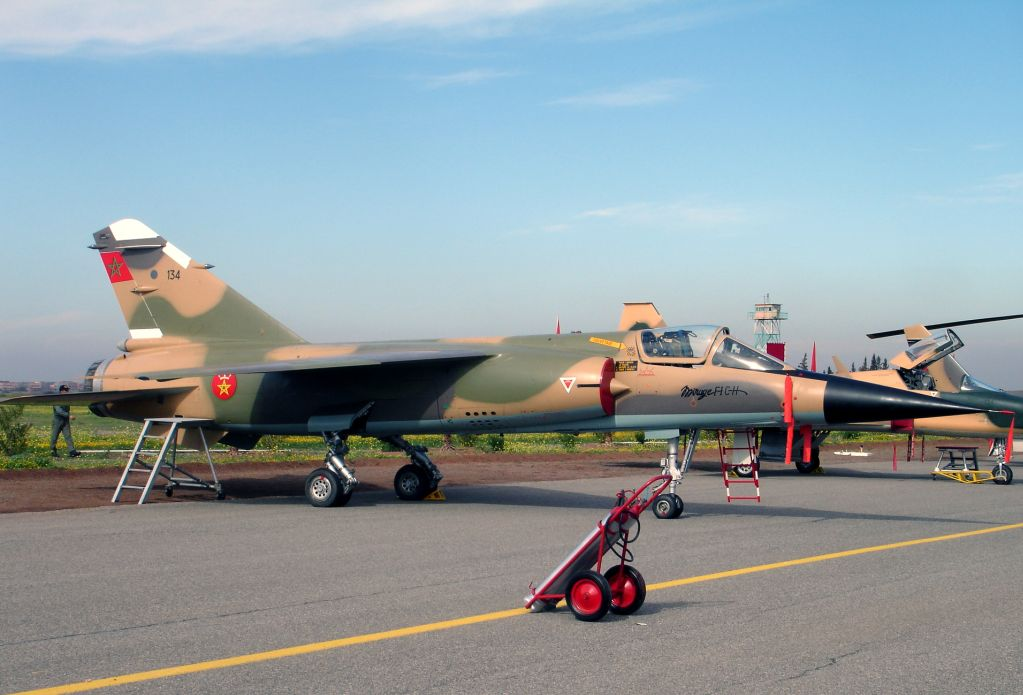
モロッコ空軍のミラージュF1CH

モロッコ空軍 (Royal Moroccan Air Force) は、1975年に防空戦闘機型のミラージュF1CH 30機と、多用途戦闘機型のミラージュF1EH 20機の、合計50機を発注した。
モロッコ空軍のミラージュF1は、モロッコが領有権を主張する西サハラの独立を求めるポリサリオ戦線への空爆任務に投入されている（西サハラ問題）。
近代化改修
2005年に、モロッコ空軍はASTRAC（フランス語: Association Sagem-Thales pour la Rénovation d'Avions de Combat）の計画名で、27機のミラージュF1CH/EHに対する大規模な近代化改修をSAGEMとタレス・グループに4億2千万USドルで発注した。
改修はアビオニクスを中心に以下の内容が盛り込まれ、F-16C/D ブロック50/52に匹敵する戦闘能力を付与されている。
- レーダーをタレス・RC400[注 17]に換装。
- 航法装置をレーザージャイロ式INSとGPSの併用型に換装。
- 機上コンピューターを換装。
- 戦術データリンクや新型の自己防衛システム[注 18]を導入。
- ダモクル照準ポッドの運用能力を付与。
- 上記のアビオニクスをMIL-STD-1553データバスで統合化。
- コクピットにヘッドアップディスプレイとマルチファンクションディスプレイを追加してグラスコックピット化し、HOTAS[注 19]操縦概念を導入するとともに暗視ゴーグルを装着しての夜間戦闘を可能とした。
- 兵装はMICA 空対空ミサイルやAM39エグゾセ 空対艦ミサイル、AASM 空対地ミサイル/誘導爆弾の運用能力を付与。

### イラク
イラク空軍は、サダム・フセイン政権下の1977年に最初のミラージュF1を発注し、翌1978年に最初の18機が引き渡された。
イラン・イラク戦争開戦後の1983年にはさらに29機が追加で引き渡されたほか、1985年9月には、最終バッチとして39機の導入契約が行われた。
この他にもフランスは、400発のAM39エグゾセ空対艦ミサイルや、200発のAS.30L レーザー誘導空対地ミサイルなどを引き渡している さらに、1983年にはフランス海軍航空隊から5機のシュペル・エタンダールが貸与され1985年に返却されるまでタンカー戦争で使われ、パイロットや技術者なども提供してイラクを積極的に支援した（詳細はイラン・イラク戦争における航空戦#フランス軍の介入を参照）。合計129機のイラク軍仕様ミラージュF1が製造されたが、この内121機は配備されたものの、残る8機は禁輸措置のため未納となっている。
実戦運用
ミラージュF1は、イラン・イラク戦争においては空対空戦闘・空対地攻撃の双方で活躍し、エグゾセを使ってのイラン海軍艦艇やタンカーへの攻撃も担当していた。1987年には米海軍のフリゲート「スターク」を誤射する事故も起こしている。また1988年のイラン軍攻勢の際には、誘導爆弾やAS.30Lを使っての阻止攻撃にも活動している。
1991年の湾岸戦争（砂漠の嵐作戦）においては、アメリカを主力とする多国籍軍の前にイラク空軍は手も足も出ずに一方的に叩きのめされた。ミラージュF1だけでも9機が撃墜され、24機がイランに脱出した。
これ以降は国連の武器禁輸措置による稼働率低下もあり、2003年のイラク戦争では全く活躍できなかった。そしてイラク戦争を最後に、イラク空軍のミラージュF1は全機退役した。

### カタール

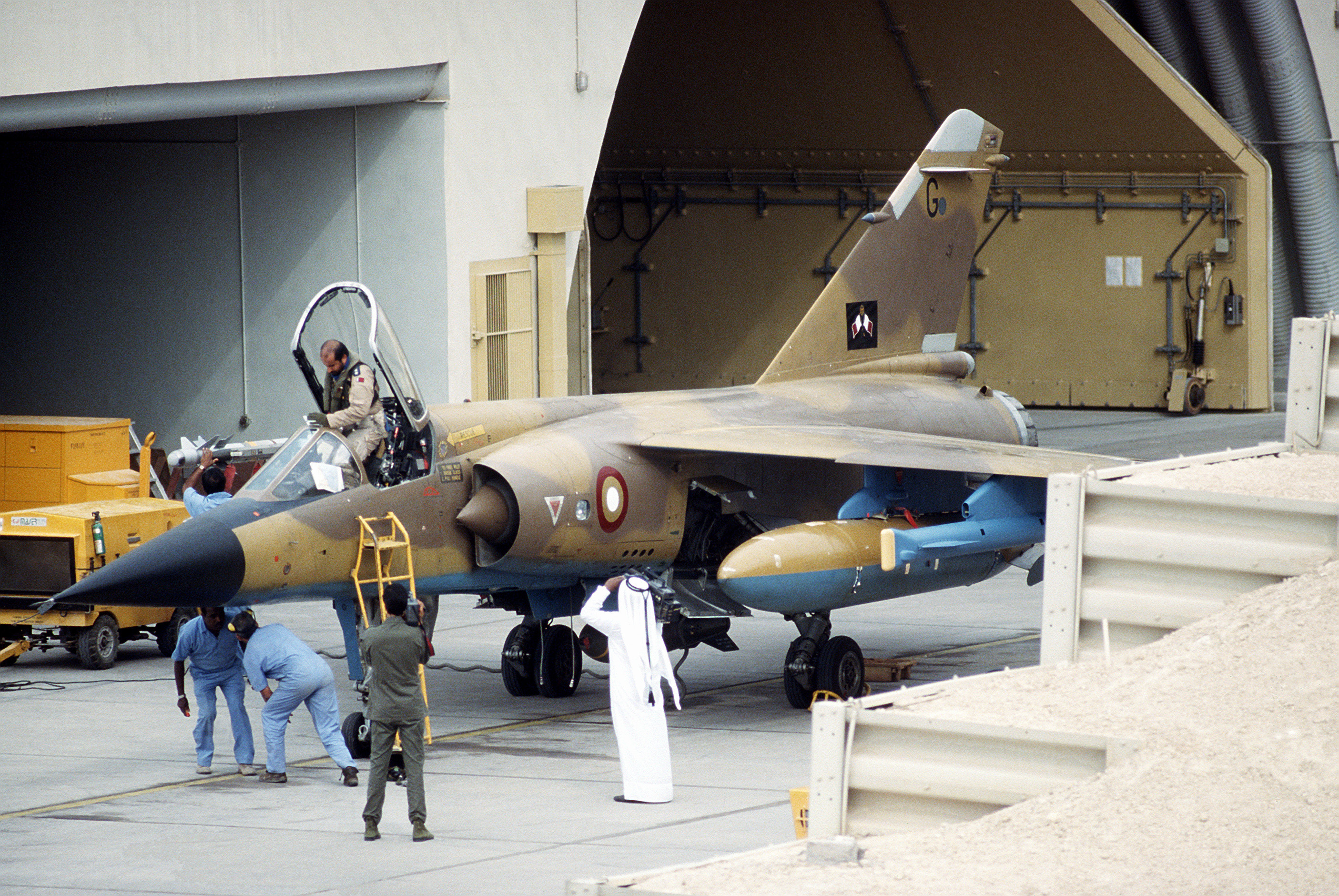
カタール空軍のミラージュF1EDA。

カタール空軍は、1979年に16機のミラージュF1（単座型のミラージュF1EDA 14機と、複座型のミラージュF1DDA 2機）を発注し、1980年～1984年にかけて受領し、ドーハ空軍基地の第7制空飛行隊に配備した。
1991年の湾岸戦争（砂漠の嵐作戦）においては、クウェート国内の地上目標への対地攻撃や局地防空に動員された。
カタール空軍は1994年にフランスから12機のミラージュ2000-5EDA/-5DDA（内訳は、単座型のミラージュ2000-5EDA 9機と、複座型のミラージュ2000-5DDA 3機）の購入契約を交わした際に11機のミラージュF1EDAと2機のミラージュF1DDEをダッソーに下取りしてもらう形で退役させた。これらの機体はスペイン空軍に売却された。

### イラン

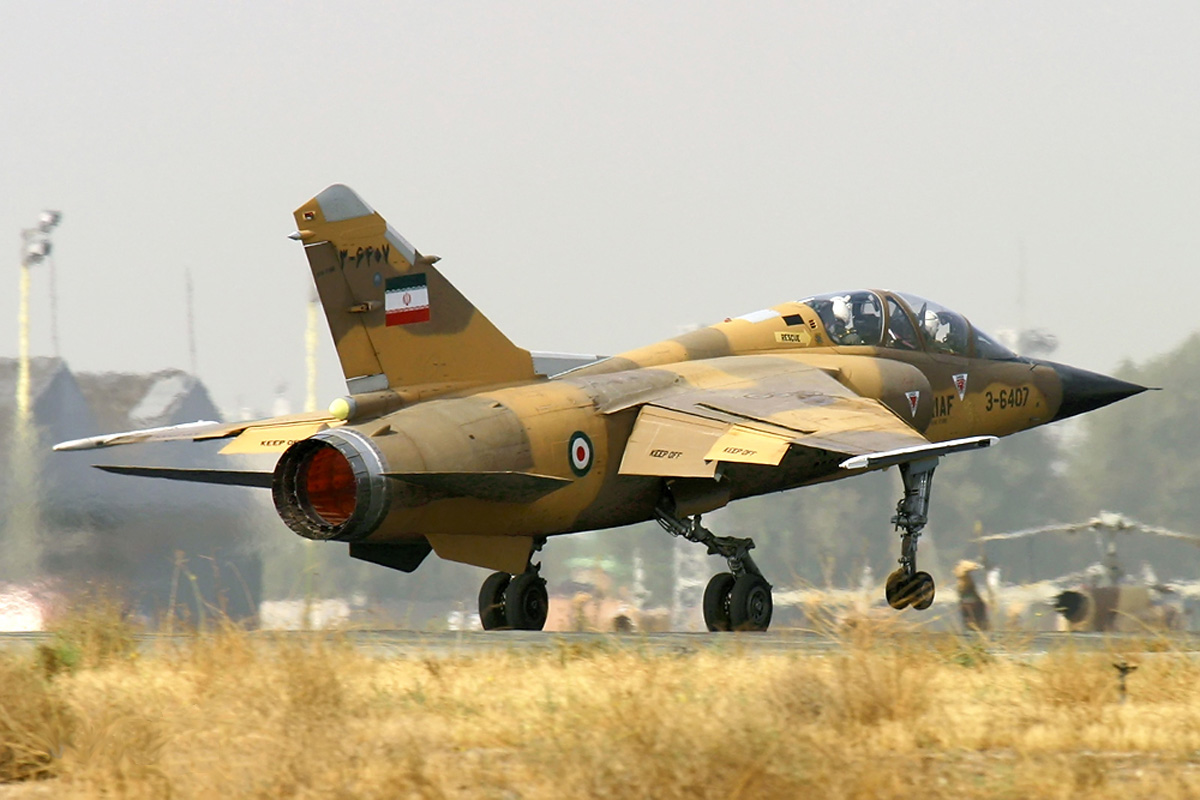
イラン空軍のミラージュF1BQ（旧イラク空軍機）

イラン空軍は、イラン自身にとっても全く予想外の形で、ミラージュF1を入手した。
1991年の湾岸戦争で、多数のイラク空軍機が多国籍軍の攻撃を逃れるためにイランに逃亡してきた際、その中に24機のミラージュF1EQ/BQが含まれていたのである。
また、イランは独自に近代化改修を施しており、最近20機のミラージュF1にイラン製の新型レーダーを搭載したと発表された

## 派生型

### ミラージュF1A

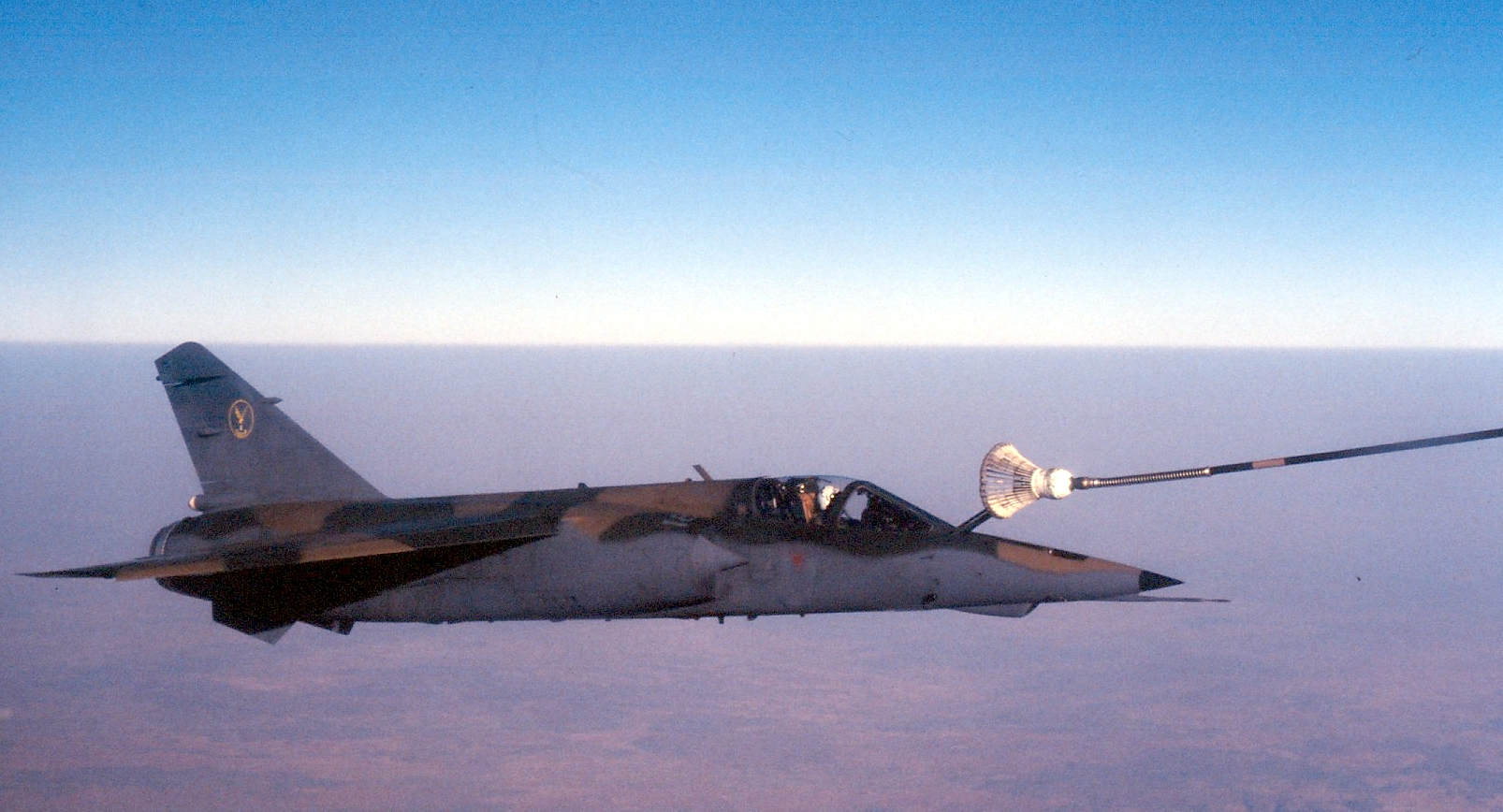
南アフリカ空軍のミラージュF1AZ。
機首上面に折り畳み式の空中給油プローブ、機首下面の突起部にレーザー測距儀を内蔵している。

ミラージュF1Cの電子装備を簡略化し、燃料搭載量を増やした昼間戦闘爆撃機型。南アフリカ空軍の要請により開発された。F1Aという型は実体化されておらず、F1AZとF1ADが製造・輸出された。
F1Aは、F1Cから以下の改修が行われている。
- 機首をより細く鋭い形状に変更[11]。
- シラノIVレーダーを撤去し、アイーダII（Aïda II）測距レーダーに換装した上で、機首下面にレーザー測距儀を追加装備[11]。
- 機首上面に折り畳み式の空中受油プローブを追加[11]。
- アビオニクスをコクピット後部から機首に移設し、空いたスペースに燃料タンクを追加[11]。
- 航法用のドップラーレーダーを追加[11]。

フランス空軍では採用されず、海外輸出も南アフリカとリビアの2か国にとどまる。
- ミラージュF1AZ - 南アフリカ向け、32機製造[11]。
- ミラージュF1AD - リビア向け、16機製造。

### ミラージュF1B

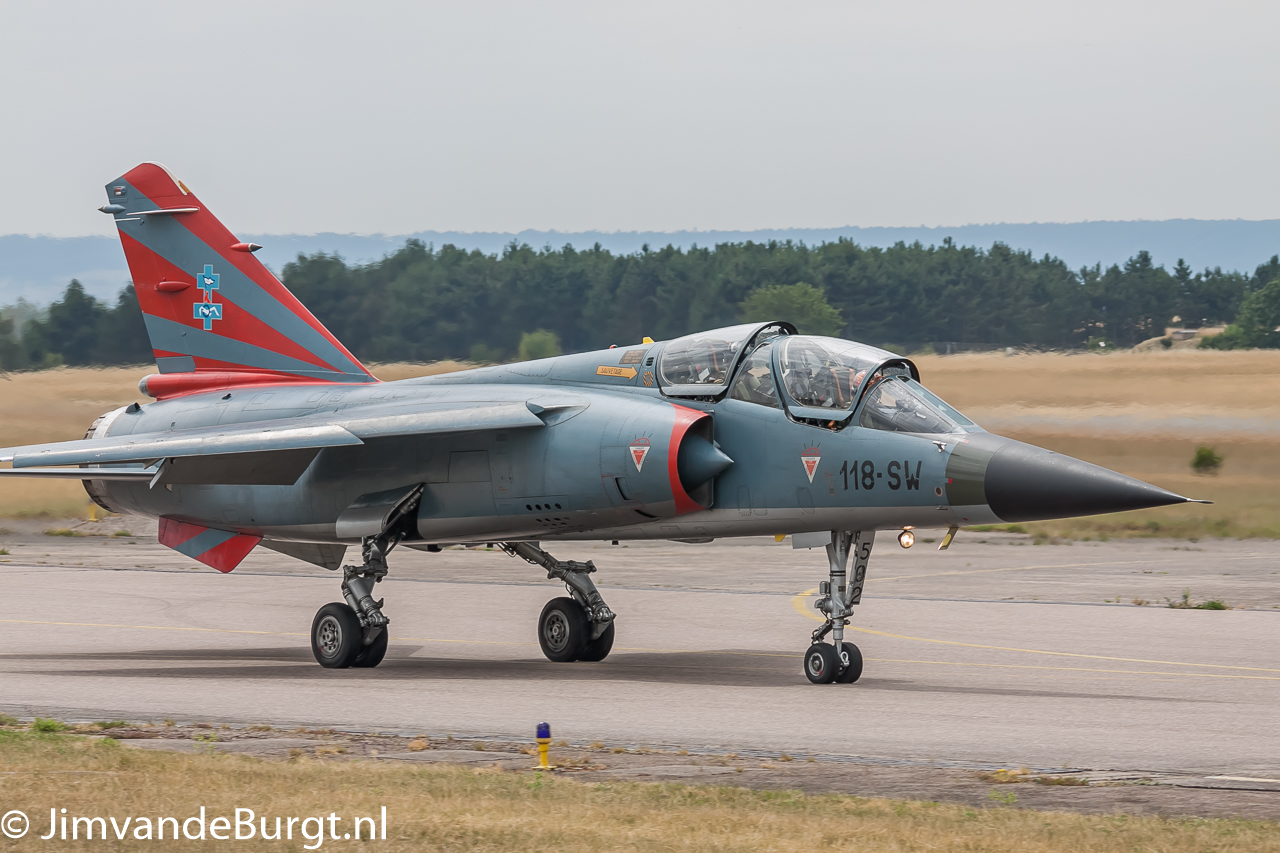
フランス空軍のミラージュF1B

複座練習機型。元々はクウェート空軍の要請で開発されたが、後にフランス空軍でも導入された。
本来の座席の後部に座席を追加するために、胴体を30cm延長した上で機関砲を撤去したほか、胴体前部の燃料タンクも容量が減っている。アビオニクスはミラージュF1Cと同等のため、限定的ながら戦闘任務にも投入できる。
フランス空軍向けには20機が製造された 他、フランス空軍以外では、各国向けに以下の機体が生産された。
- ミラージュF1BD - リビア向け、6機製造。
- ミラージュF1BE - スペイン向け、6機製造。スペイン空軍ではCE.14Aと表記。
- ミラージュF1BJ - ヨルダン向け、2機製造。
- ミラージュF1BK - クウェート向け、2機製造
- ミラージュF1BK-2 - クウェート向け、ミラージュF1D相当の多用途型、4機製造。
- ミラージュF1BQ - イラク向け、18機発注されるが、実際にイラクに引き渡されたのは15機。

### ミラージュF1C

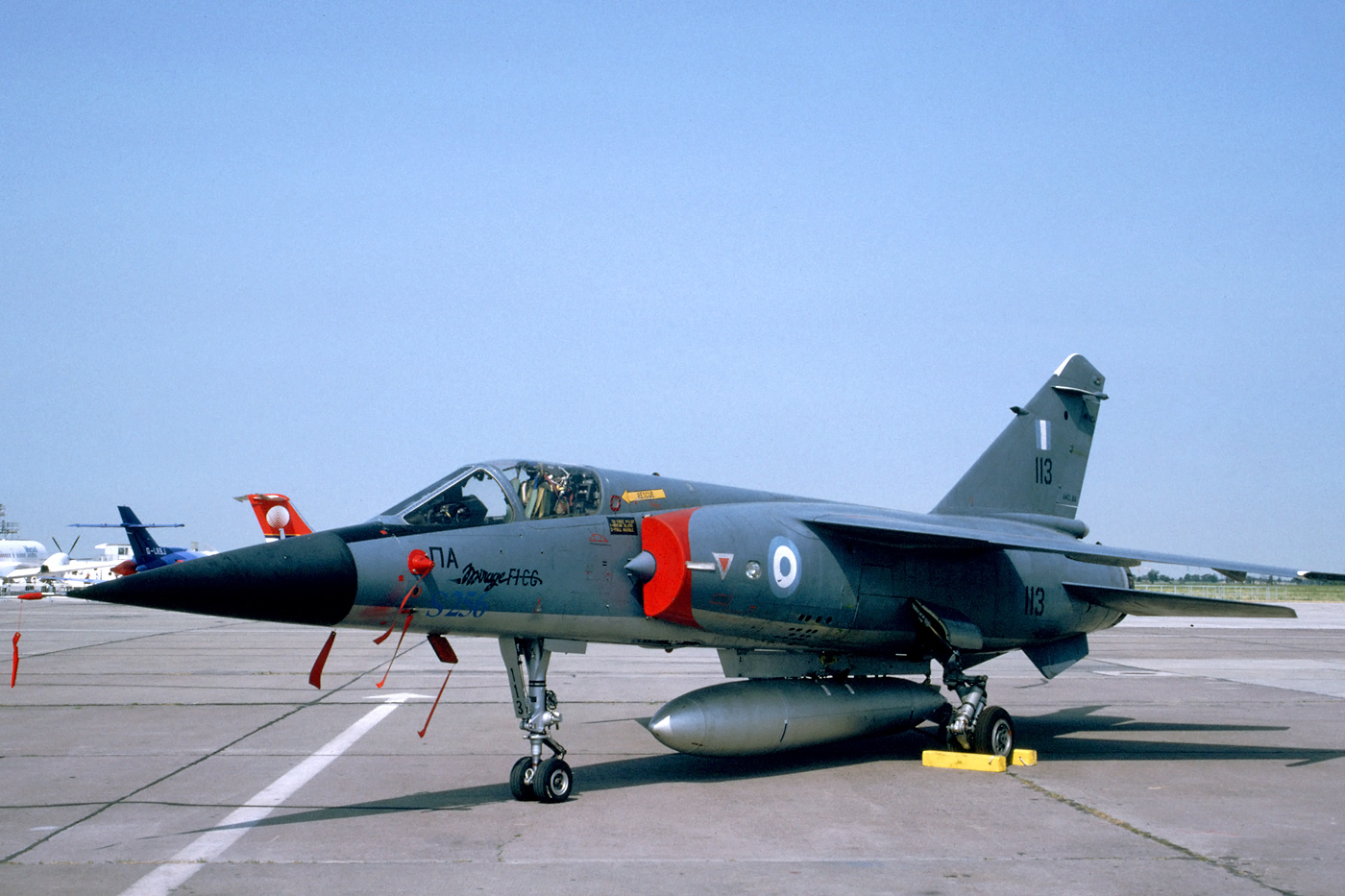
ギリシャ空軍のミラージュF1CG。

全天候迎撃戦闘機型。ミラージュF1の基本型。機首にシラノIVレーダーを装備。
後には、機首の風防右前部に空中受油プローブを追加可能な機体が生産されており、こちらはミラージュF1C-200と呼ばれる。ミラージュF1Cは1973年から部隊配備が始まり、空中給油プローブ付きのミラージュF1C-200は1977年から部隊配備が始まった。
フランス空軍以外にも、各国向けに以下の機体が製造された。
- ミラージュF1CE - スペイン向け、45機製造。スペイン空軍ではC.14Aと表記。
- ミラージュF1CG - ギリシャ向け、40機製造[8]。
- ミラージュF1CH - モロッコ向け、30機製造。
- ミラージュF1CJ - ヨルダン向け、17機製造。
- ミラージュF1CK - クウェート向け、18機製造。のちにCK-2仕様にアップグレード。
- ミラージュF1CK-2 - クウェート向け、ミラージュF1E相当の多用途型。9機製造。
- ミラージュF1CZ - 南アフリカ向け、16機製造[12]。

#### ミラージュF1CR

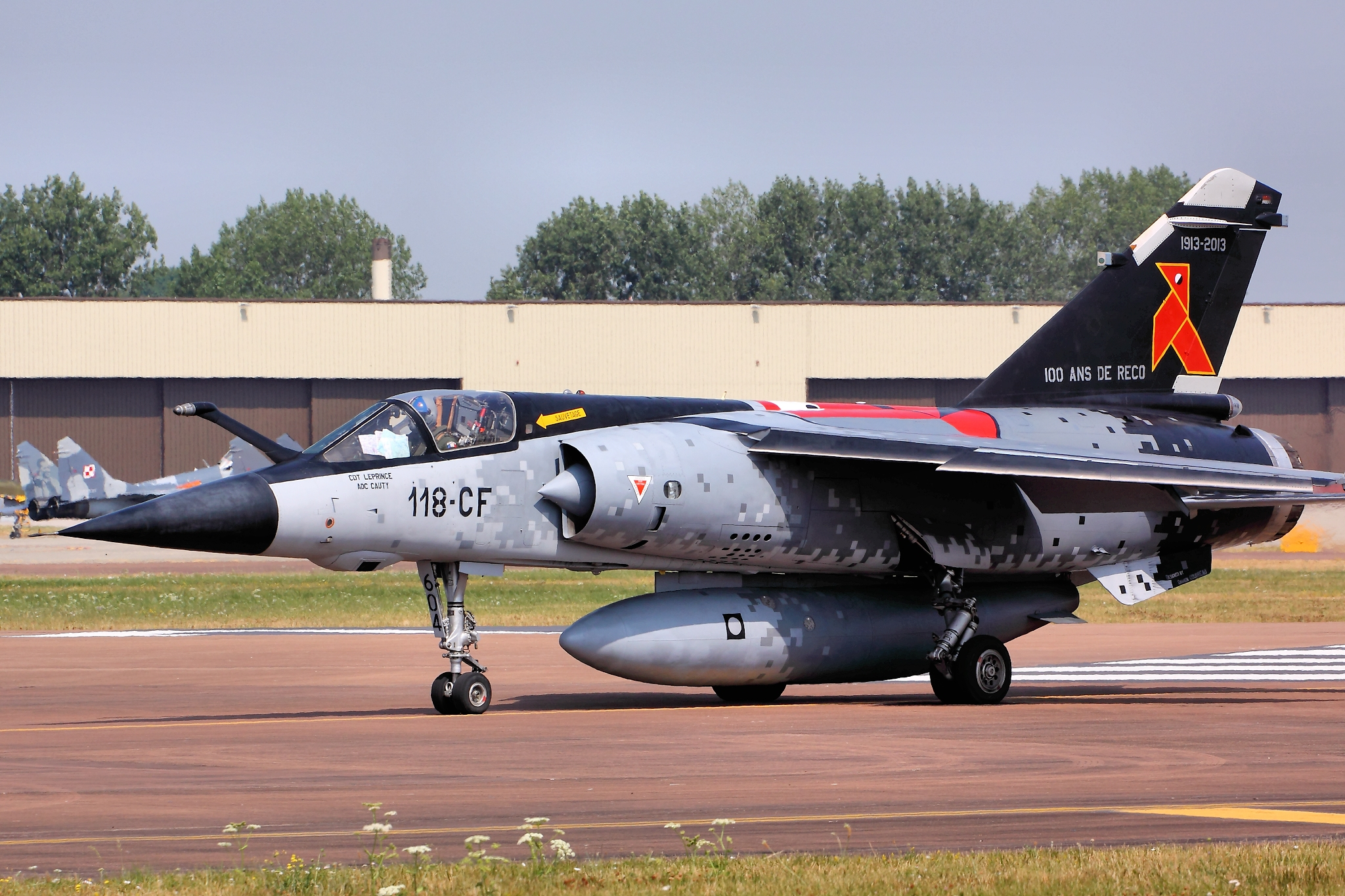
フランス空軍のミラージュF1CR
前脚前方の張り出しは、偵察用カメラ窓。

フランス空軍向けの戦術偵察機型。ミラージュIII R/III RDの後継戦術偵察機として開発された機体で、副次的に対地攻撃にも投入可能。空中受油プローブ付きのミラージュF1C-200をベースに以下の改良が加えられている。
- 高精度の航法・攻撃・偵察システム（Système de Navigation et d’Attaque et de Reconnaissance - SNAR）を搭載[注 21]。
- レーダーを、グラウンドマッピング/コンターマッピングモジュールを追加装備したシラノIVM-Rに変更。
- 機首下面に偵察用カメラ窓を設置。
- 左舷の機関砲を撤去し、赤外線ラインスキャナーを搭載するスペースを確保。

ミラージュF1CRの1号機は1981年11月20日に初飛行し、フランス空軍は64機を新規に発注。1983年9月には第33偵察航空団での作戦準備が整った。
偵察装備

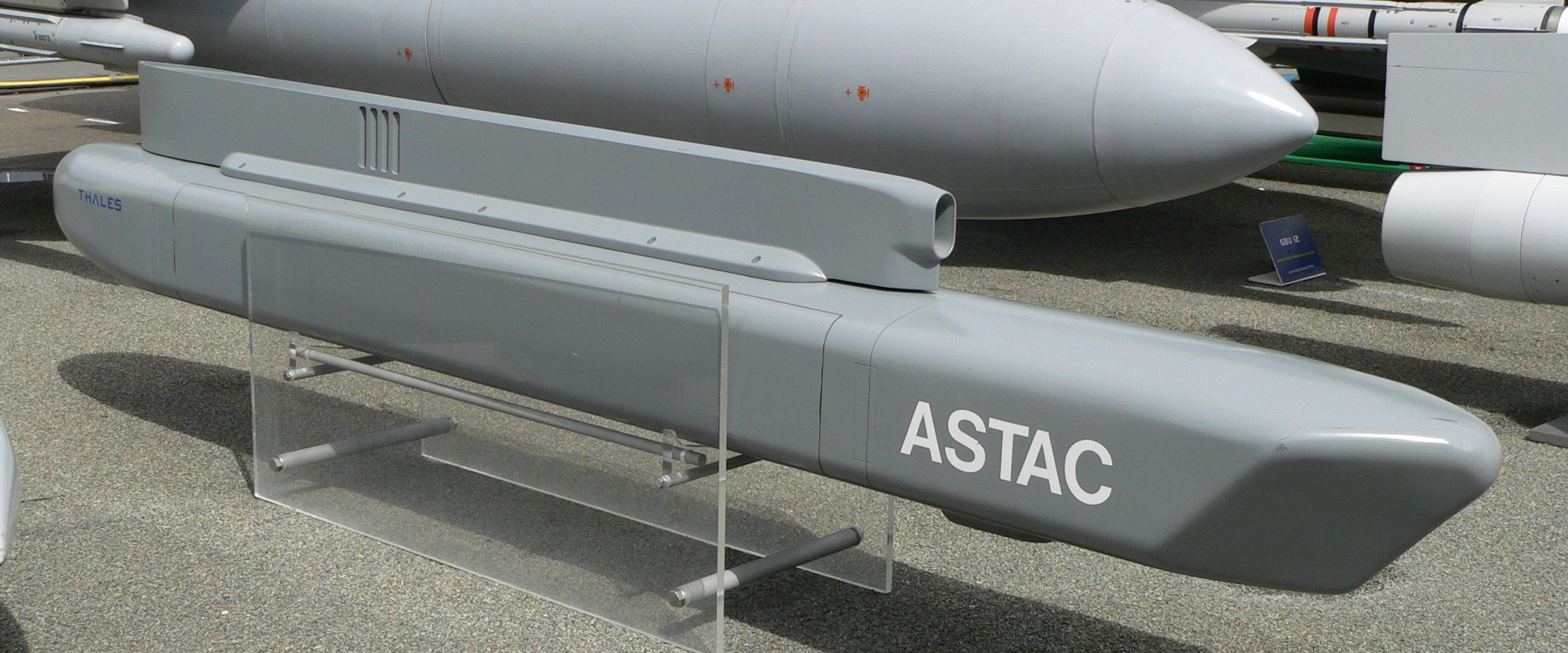
ASTAC 電子偵察ポッド。

ミラージュF1CRには、以下の偵察装備を搭載可能。
- Omera 33/TRT-33 - 垂直下方撮影カメラ。レンズは焦点距離150mm、300mm、600mmの3種類を選択可能。
- Omera 40/TRT-40 - パノラミックカメラ。左右方向180度までを撮影可能。
- Super Cyclope[注 22] - 赤外線ラインスキャナー。収集したデータはリアルタイムで地上基地へ送信可能。
- Raphael TH - 側方監視レーダー（Side Looking Airborne Radar：SLAR）ポッド。最大100kmまでの距離をレーダー画像で偵察する。
- ASTAC（英語版） - 電子偵察用ポッド。各種レーダーの場所と種類を偵察する。
- RP35P - 写真偵察ポッド。焦点距離75mm、150mm、200mm、600mmのカメラを搭載可能。
- Desire - 電子光学ポッド。デジタル式のビデオ撮影装備で、最大で610mmの高解像度光学撮影が可能。また、撮影した映像はリアルタイムで地上基地へ送信可能。

上記の偵察装備のうち、TRT-40パノラミックカメラとTRT-33垂直カメラは二者択一で機首下面のカメラ窓部分に、Super Cyclope 赤外線ラインスキャナーは左舷のDEFA機関砲部分にそれぞれ内蔵されるが、それ以外の偵察ポッドは胴体中心線下ハードポイントに択一で搭載される。

#### ミラージュF1CT

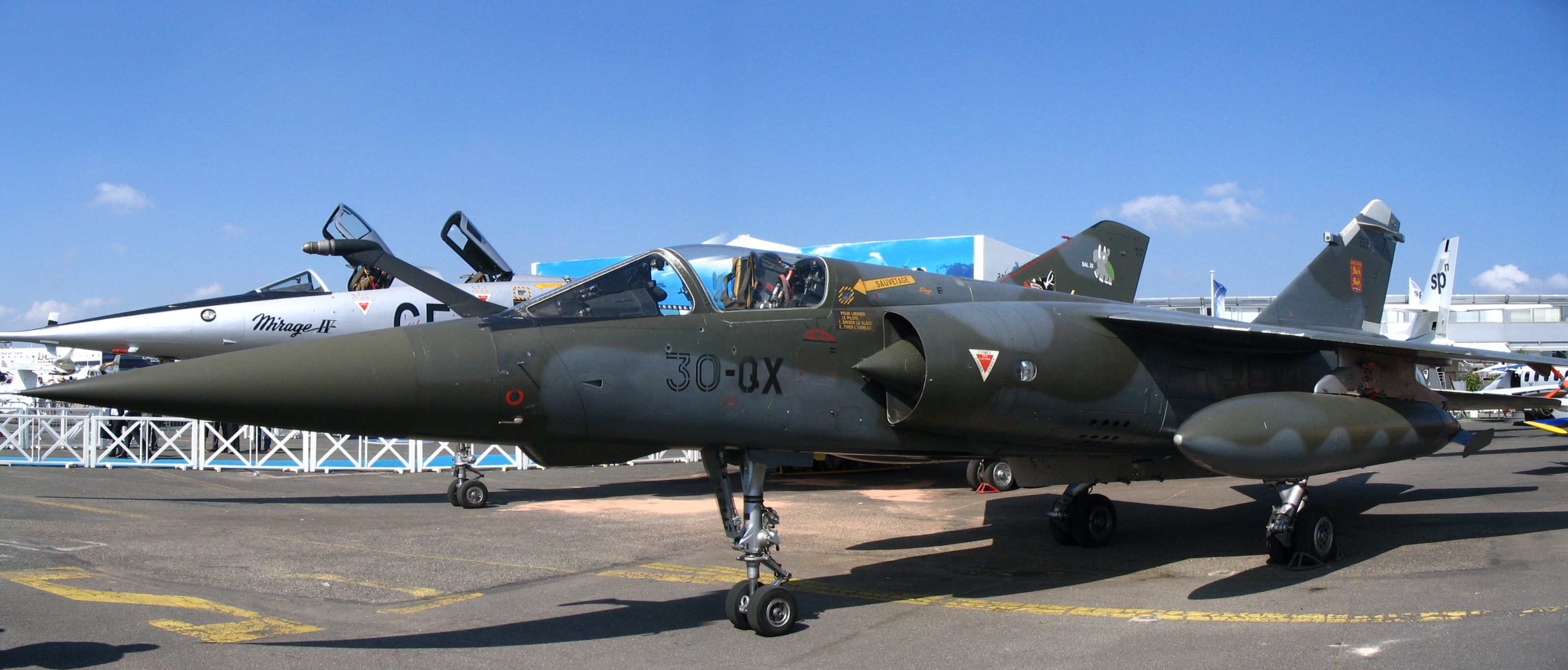
フランス空軍のミラージュF1CT
前脚前方の張り出しに、レーザー測距儀を装備。

フランス空軍向けの全天候戦闘爆撃機型。ミラージュ2000Cの配備が進むと、防空戦闘機としてのミラージュF1は余剰化した。これに合わせて旧式のミラージュIIIEとミラージュ5Fの後継機とするために、空中受油能力を持つミラージュF1C-200を戦闘爆撃機に改修する計画が1988年からスタートした。
ミラージュF1CTは、以下の変更が加えられている。
- レーダーを、ミラージュF1CRと同型のシラノIVM-Rに換装。
- ミラージュF1CRと同型の航法・攻撃システムを搭載。
- 機首下面にレーザー測距儀を搭載。
- 射出座席を、ゼロ・ゼロ射出能力を持つマーチン・ベイカーMk.10（英語版）に換装。
- 新型のレーダー警戒受信機、チャフ/フレア・ディスペンサー、秘話通信装置を追加。

これらの改修により、クラスター爆弾やロケット弾、レーザー誘導爆弾などの運用能力を獲得したが、改修前と同等の空対空戦闘能力を維持している。
最終的に55機のミラージュF1C-200が、ミラージュF1CTに改修された。

### ミラージュF1D
後述するミラージュF1Eの複座型。
フランス空軍では使用されず、F1D型は実体化しなかったが以下の型式が製造され二ヶ国に輸出された。
- ミラージュF1JE - エクアドル向け、2機製造。
- ミラージュF1DDA - カタール向け、2機製造。

### ミラージュF1E

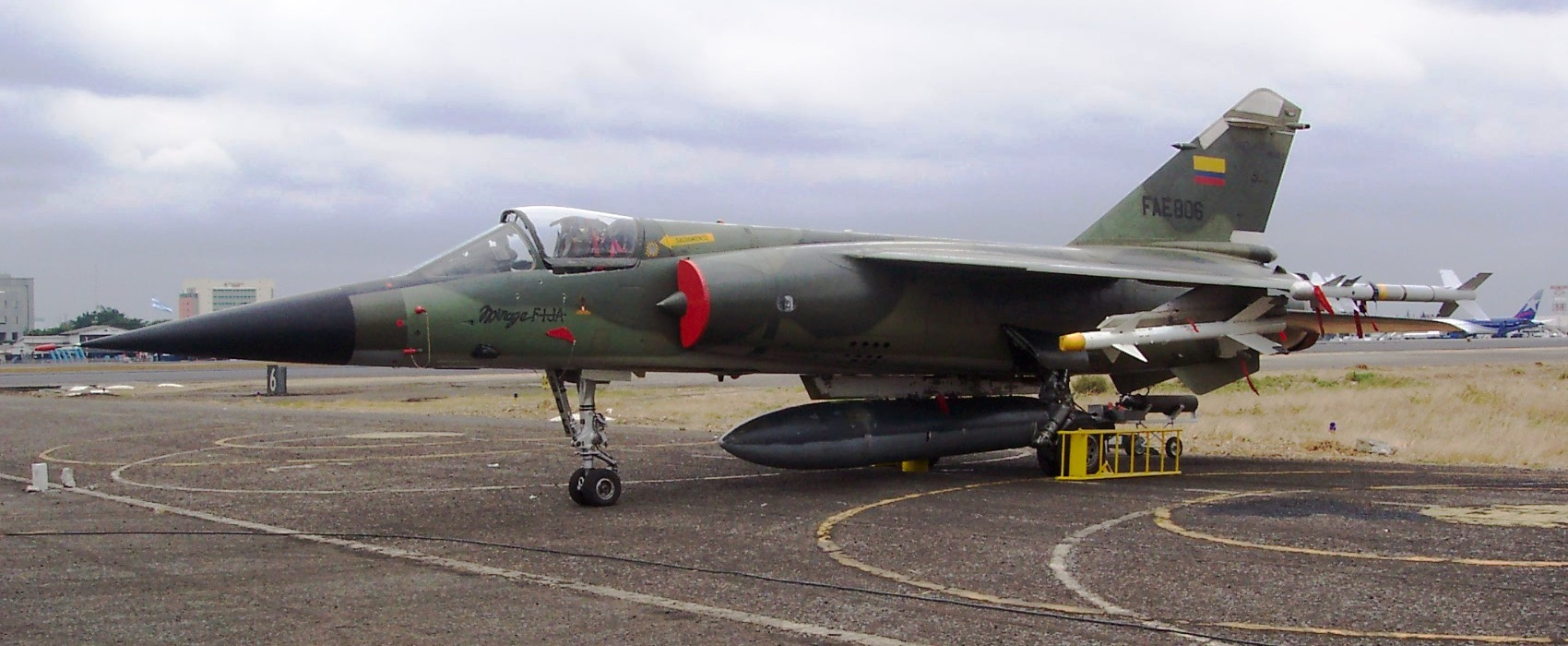
エクアドル空軍のミラージュF1JA。
主翼端にR.550マジック2、主翼下にパイソン3を装備。

ミラージュF1の輸出型。F1Cよりも対地攻撃能力が強化されている。
フランス空軍では使用されず、以下の国々に輸出された。
- ミラージュF1JA - エクアドル向け、16機製造。
- ミラージュF1ED - リビア向け、16機製造。
- ミラージュF1EDA - カタール向け、12機製造。
- ミラージュF1EE - スペイン向け、22機製造。スペイン空軍ではC.14Bと表記。
- ミラージュF1EH - モロッコ向け、14機製造。
- ミラージュF1EH-200 - モロッコ向け、空中給油用のプローブを装備、6機製造。
- ミラージュF1EJ - ヨルダン向け、17機製造。
- ミラージュF1EQ - イラク向け、16機製造されたが全機EQ-2仕様に改修された。
- ミラージュF1EQ-2 - イラク向け防空戦闘機型。32機製造。内訳は16機新造と16機全機のEQの改修。
- ミラージュF1EQ-4 - イラク向け、多用途戦闘・攻撃・偵察任務にも投入可能。28機製造。
- ミラージュF1EQ-5 - イラク向けの対艦攻撃機型。20機製造。
- ミラージュF1EQ-6 - イラク向けの対艦攻撃機型。30機製造。

### ミラージュF1 M53
ミラージュF1Eを元に、パワープラントとして新型のスネクマ M53ターボファンエンジンを装備した派生型。NATOにおけるF-104Gの後継機候補として開発・提案するが、F-16に敗れる。

### ミラージュF1M

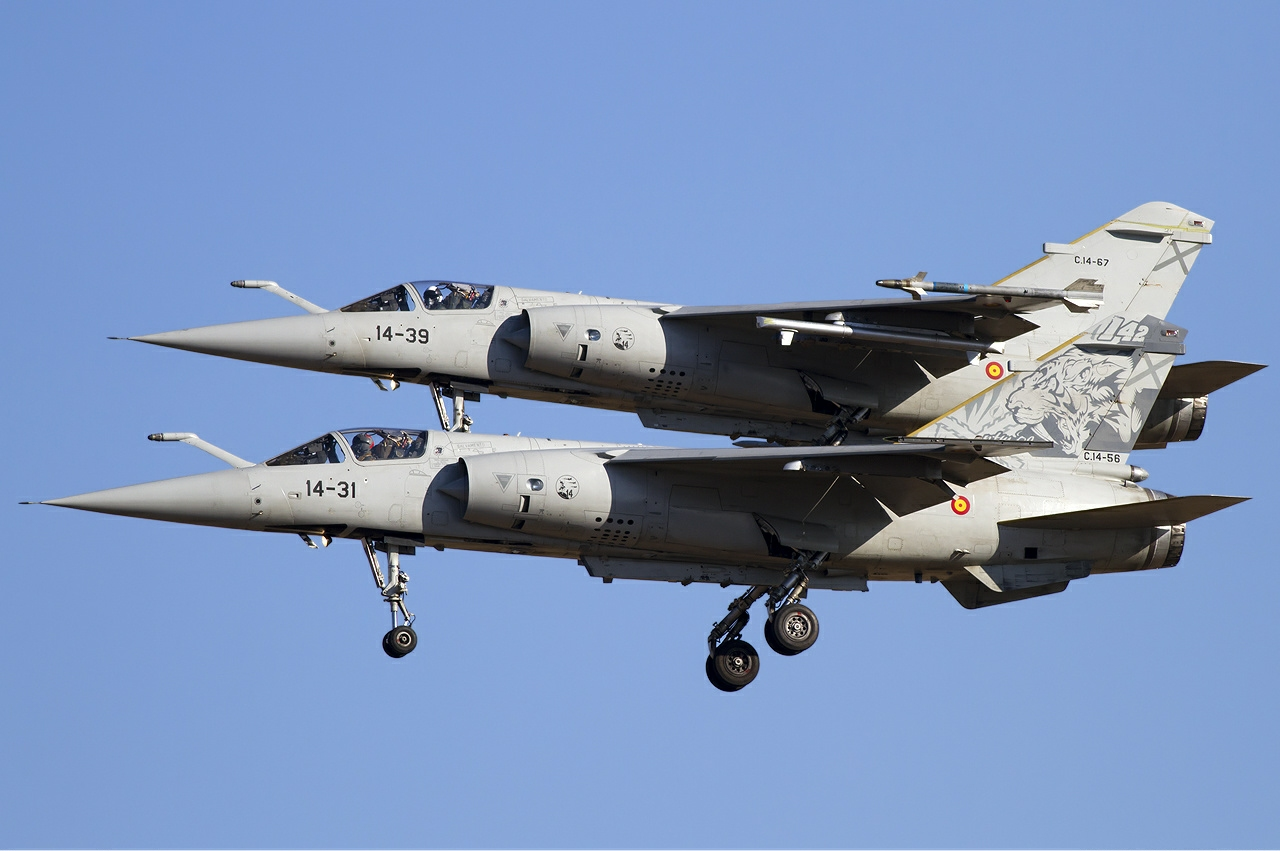
スペイン空軍のミラージュF1M。
奥の機体（14-39/C.14-67）は、主翼端にAIM-9Pサイドワインダーを装備。

スペイン空軍が、1990年代後半に自国のミラージュF1を近代化改修した機体で、以下の要素が盛り込まれている。
- コクピットを改修し、Sextant Avionique社製のカラーLCDとSmart HUDを搭載。
- Sextant Avionique社製の慣性航法装置とGPSを搭載し、航法装置を近代化。
- NATO標準規格のHave Quick 2秘話通信装置と、モード4のデジタル式敵味方識別装置、フライトレコーダーを搭載。
- レーダーをシラノIV-M規格に改修し、洋上捜索モードと空対地測距モードを追加。

退役後に、22機がアメリカの民間軍事会社「ドラケン・インターナショナル」に売却される。

## 運用国
現用
- コンゴ共和国：AZ（旧南アフリカ空軍機）

2013年時点での運用国（青）
2013年時点で退役させた国（赤）

- ガボン - 2024年時点で、ガボン空軍が6機のAZ（旧南アフリカ空軍機）を保有[26][27]。
- イラン：EQ/BQ - イラン空軍はそれまでフランス製航空機の運用経験が無かったものの、戦闘機の不足を補うために湾岸戦争末期にイラクから亡命してきた同機を運用している。
- リビア：AD/ED/BD
- モロッコ - 2024年時点で、モロッコ空軍が15機のCH、10機のEHを保有[28]。
- ドラケン・インターナショナル：M（旧スペイン空軍機）[25]

退役済み
- フランス：C/B/CR（Cの一部はCTへ改修）
- エクアドル：JA/JE（それぞれE/D相当）
- スペイン：CE/EE/BE（CE/BEはMへ改修）、C/D（フランス空軍の中古機）、EDA/DDA（カタール空軍の中古機）
- ギリシャ：CG
- イラク：EQ/EQ-2/EQ-4/EQ-5/EQ-6/BQ
- ヨルダン：CJ/EJ/BJ
- クウェート：CK/CK-2/BK/BK-2
- カタール：EDA/DDA
- 南アフリカ共和国：AZ/CZ

## 要目
- 全幅：8.4m
- 全長：15.0m
- 全高：4.5m
- 主翼面積:25.0m2
- 空虚重量:7,400kg
- 最大離陸重量:16,200kg
- エンジン：スネクマ アター9K-50ターボジェットエンジン×1基 (アフターバーナー時7,200kg)
- 最大速度:【地表付近】1470 km/h (M1.2)【高高度】2335 km/h (M2.2)
- 海面上昇率:12,780m/min
- 実用上昇限度:20,000m
- 航続距離:1245nm(フェリー)
- 戦闘行動半径:749nm(Hi-Lo-Hi)
- 乗員：1人（複座型は2名）
- 兵装搭載量 設計最大 6,300kg/運用実際値[注 23] 4,000kg
- 固定武装：30mm DEFA550機関砲 2門

翼端パイロン
R550 マジック空対空ミサイル×2発
AIM-9J サイドワインダー 空対空ミサイル×2発（フランス空軍以外）
主翼下パイロン
シュペル530F 空対空ミサイル×2発
AM39 エグゾセ 空対艦ミサイル×1発（一部のタイプのみで左右のどちらかに搭載）
AS-30L 空対地ミサイル×2発
無誘導爆弾
ロケット弾ポッド
チャフフレアー/ディスペンサー
この他、胴体下に増加燃料タンクおよび偵察用機器ポッドを搭載可能

## 登場作品
『エアポート'80』
フランス本土近海でコンコルドを攻撃する、国籍・所属組織不明のF-4 ファントムII要撃に緊急発進したフランス空軍機として登場。実機を撮影したライブフィルムと模型を用いた特撮が使用されている。
『エリア88』
原作での出番は無いが、平成テレビアニメ版でキトリの搭乗機として登場する。